# Lev Gumiljov
Lev Nikolajevitj Gumiljov (ryska: Лев Никола́евич Гумилёв), född 1 oktober 1912 i Sankt Petersburg, död 15 juni 1992 i samma stad, var en sovjetisk (rysk) historiker, etnolog, arkeolog, orientalist, författare och översättare. Han var son till de berömda poeterna Nikolaj Gumiljov och Anna Achmatova.
Lev Gumiljov arresterades sammanlagt fyra gånger. Efter tjugonde partikongressen 1956 blev han frigiven och rehabiliterad.
Gumiljov skrev och försvarade två doktorsavhandlingar, en i historia och en i geografi. Hans vetenskapliga produktion består av tolv monografier och fler än 200 artiklar. Gumiljovs stora bidrag till vetenskapen anses vara teorin om Eurasiens periodiska väta och att han populariserade nomadernas historia. I sin historiska forskning höll han fast vid idéer som stod eurasianismen nära. Gumiljovs åsikter gick långt utanför ramarna för vedertagna vetenskapliga uppfattningar och väckte debatt och häftiga diskussioner bland historiker, etnologer och andra.
Vladimir Putin har sedan sin tredje presidentperiod citerat och visat att han ansluter sig till Gumiljovs teorier om passionarnost och eurasianismen.

## Tidiga år (1912–1929)

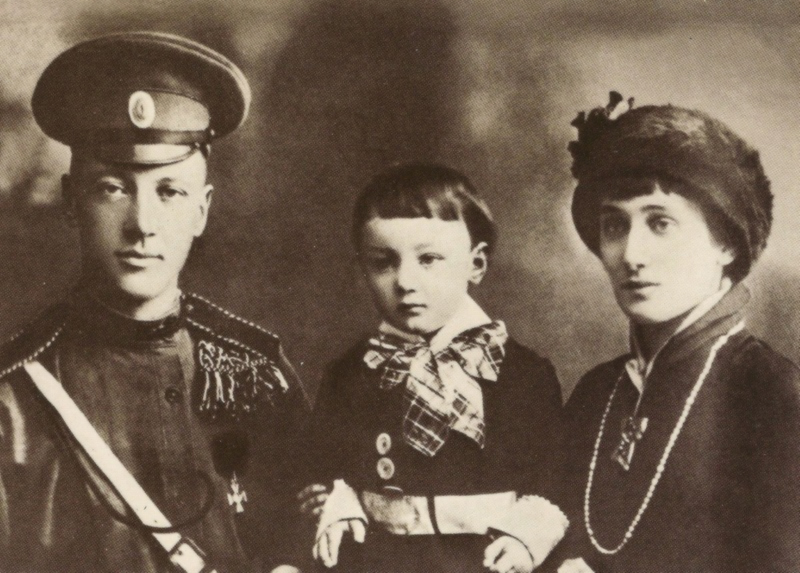
Lev Gumiljov med sina föräldrar 1916.

### Bakgrund och födsel
Lev Gumiljov var enda barnet till de berömda poeterna Nikolaj Gumiljov och Anna Achmatova. När Achmatova väntade honom var hon och Nikolaj Gumiljov i Italien, och när de återvände till Ryssland bodde de hos Nikolaj Gumiljovs mor, Anna Ivanovna Gumiljova (född Ljvova) i Slepnjove, Bezjetskij härad (Guvernementet Tver). Arvingens födelse var efterlängtad, eftersom Nikolaj Gumiljovs äldre brors äktenskap var barnlöst, och bysamfälligheten hade beslutat att efterskänka deras skulder om en pojke föddes.
Lev Gumiljov såg dagens ljus 1 oktober 1912 i kejsarinnan Alexandras barnbördshus på Vasilijön i Sankt Petersburg. Efter några dagar fördes han till Gumiljovs hus i Tsarskoje Selo och döptes 19 oktober. Samtida personer har i sina memoarer påpekat att Achmatova ganska snart gjorde sig fri från sina moderliga plikter och att det var farmodern som tog hand om Lev Gumiljov nästan från allra första början av hans liv.

### Flytt och släktingar
Efter sommaren 1917 lämnade familjen Gumiljov sin lantegendom i Slepnjove på grund av hotande pogromer och begav sig till staden Bezjetsk. Bönderna lät dem ta med sig biblioteket och delar av möblemanget. Anna Achmatova och Nikolaj Gumiljov skilde sig officiellt 1918, på Anna Achmatovas initiativ. I slutet av augusti 1918 flyttade Anna Ivanovna Gumiljova med sonsonen Lev till Nikolaj Gumiljov i Petrograd. Nikolaj Gumiljov tog med sig sonen då han reste till in till staden i olika litterära ärenden, och tog även med honom till Anna Achmatova som då levde med orientalisten Vladimir Kazimirovitj Sjilejko. Vid den tiden visade Lev Gumiljov redan intresse för historia.
Sommaren 1919 flyttade Anna Ivanovna Gumiljova med sonens andra hustru, Anna Nikolajevna Engelhardt, och barnen till Bezjetsk, dit Nikolaj Gumiljov ganska ofta reste och besökte dem. Sista gången far och son träffades var i Bezjetsk i maj 1921.
I staden Bezjetsk bodde familjen Gumiljov tillsammans med släktingar i övervåningen i ett trähus på Rozjdestvenskijgatan. Men de fick med tiden tränga ihop sig i ett enda rum allteftersom fler hyresgäster inkvarterades. Anna Ivanovna Gumiljova försökte så gott det gick att inte anpassa sig till den nya sovjetiska verkligheten, men insåg att sonsonen måste leva under sovjetmakten, och bad därför Achmatova att "korrigera" sonens födelseattest, så hans adliga ursprung inte skulle framgå. Men i själva verket hade vare sig Lev eller hans far något adligt ursprung, utan det var endast farfadern Stepan Jakovlevitj Gumiljov, som hade fått ett personligt adelskap efter förtjänst, och det gick inte att ärva.
Förutom farmodern spelade ”faster Sjura” – Alexandra Stepanovna Svertjkova (1869–1952) – en stor roll under Lev Gumiljovs uppväxt. Hon ville till och med adoptera honom. Vid den tiden levde familjen på faster Sjuras lärarlön (62 rubel i månaden) och de 25 rubel Achmatova skickade varje månad av den pension hon då erhöll ”för sina förtjänstfulla bidrag till den ryska litteraturen”. En annan betydande hjälp till hushållet var trädgårdslandet de hade tillgång till utanför staden. Under dessa förhållanden växte Lev Gumiljov upp från sex års till 17 års ålder. Anna Achmatova hälsade på sonen vid två tillfällen under den perioden – julen 1921 och sommaren 1925 (från 21 till 26 juni). I juni 1926 besökte Lev och hans farmor Leningrad.

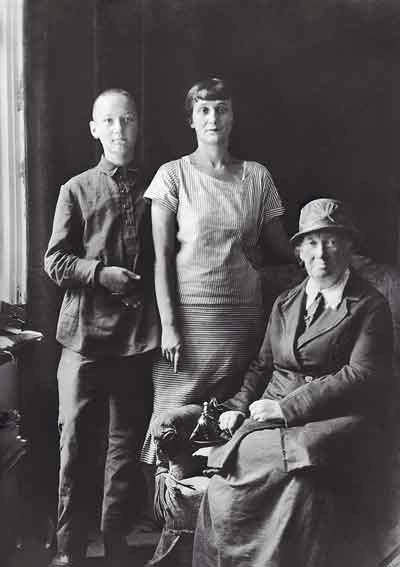
Lev Gumiljov, Anna Achmatova, Anna Gumiljova. I mitten av 1920-talet.

### Skolgång
Gumiljov gick i tre olika skolor i Bezjetsk: 2:a sovjetiska skolan, järnvägsskolan och 1:a sovjetiska skolan (1926–1929). Av olika anledningar fungerade inte relationerna mellan Lev Gumiljov och hans jämnåriga. Enligt hågkomster från andra: ”Lev höll sig för sig själv. Vi andra var alla pionjärer och komsomolmedlemmar, han var inte med någonstans. Under rasterna när alla lekte, stod han vid sidan om.” I 2:a sovjetiska skolans råd röstade de för att frihetsberöva Lev Gumiljov som ”son till en kontrarevolutionär och ett klassfrämmande element. I järnvägsskolan fick Lev god kontakt med läraren i litteratur och samhällskunskap, A. M. Pereslegin (1891–1973), och de fortsatte att brevväxla ända till slutet av Pereslegins liv. I 1:a sovjetiska skolan uppskattade lärarna och klasskamraterna Levs litterära begåvning, och han började skriva för skoltidningen ”Progress”, och blev dessutom belönad med en prissumma av skolrådet för berättelsen ”Havsdjupens hemlighet”. Han besökte ofta Bezjetsk stadsbibliotek.
| ”              | I den lilla staden Bezjetsk fanns det som tur var ett bibliotek fyllt med verk av Thomas Mayne Reid, James Fenimore Cooper, Jules Verne, Orson Welles, Jack London och många andra fascinerande författare (…) Där fanns William Shakespeares krönikor, historiska romaner av Alexandre Dumas den äldre, Conan Doyle, Walter Scott och Robert Louis Stevenson. Läsningen samlade det primära faktamaterialet och väckte tankar. | „ |
| – Lev Gumiljov | |   |

Lev Gumiljov höll även föredrag om modern rysk litteratur på biblioteket och ledde Bokvänklubbens litterära sektion. Men hans försök att skriva dikter, som liknade Nikolaj Gumiljovs ”exotiska teman”, förhindrades strängt av modern, och först på 1930-talet fortsatte Lev Gumiljov att skriva poesi.

## Flytt, expeditioner, arresteringar, studier (1929–1938)

### Flytten till Leningrad
I slutet av augusti eller i början av september 1929, då Lev Gumiljov gått ut skolan, flyttade han till modern i Leningrad, till huset vid Fontanka. Förmodligen träffade han inte Achmatova och hennes make Nikolaj Nikolajevitj Punin, som hade rest till Kaukasien. Punins lägenhet var en kommunalka (kollektiv lägenhet), och där bodde även Punins första hustru och dottern Irina samt en arbetarfamilj (i olika rum). Lev Gumiljov fann en plats på en träkoffert i den ouppvärmda hallen.
Punin ordnade en plats åt Gumiljov i enhetsskola 67 (där styvfaderns bror A. N. Punin var rektor), där han gick om årskurs 9 och förberedde sig för högre studier. Han blev försörjd av sin mor och Punin, med vilka han hade ansträngda relationer. Efter bästa förmåga hjälpte han till i hushållsarbetet: högg ved, bar upp den till lägenheten, eldade, stod i kö för att handla matvaror.

### Expeditionerna till Bajkal och Tadzjikistan
Sommaren 1930, då Lev Gumiljov hade slutat skolan, bestämde han sig för att söka in till pedagogiska institutets tyska avdelning. Han hade förberett sig under ett halvår och studerat tyska. På grund av hans adliga ursprung vägrade antagningskommissionen att ens ta emot hans ansökan, och han reste tillbaka till Bezjetsk. En annan version (Gumiljovs egen) hävdar att Punin körde iväg honom. I Bezjetsk ordnade Gumiljovs släktingar ett svartjobb åt honom på verktygsmaskinsfabriken Sverdlov, på Vasilijön, där han senare arbetade på spårvagnsavdelningen. År 1931 kom han in på en förberedande kurs för geologiska expeditioner. Vid den tiden, då Sovjetunionen industrialiserades, genomfördes många geologiska expeditioner, och det saknades ständigt personal, och därför brydde man sig mindre om social bakgrund. Gumiljov kunde senare inte erinra sig att han någon gång hade känt sig som paria eller särbehandlad under sina första expeditioner.

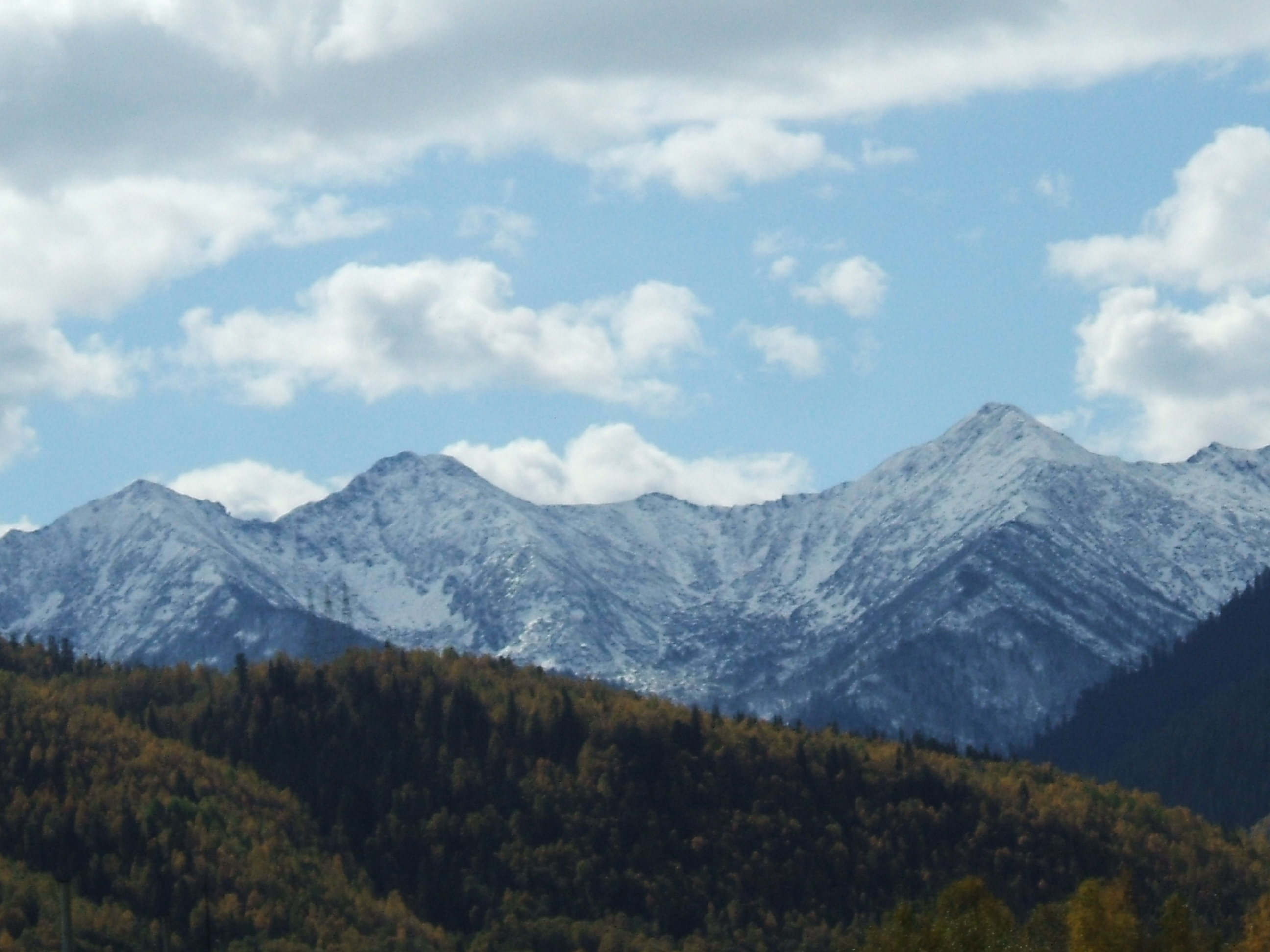
Utsikt över Chamar-Dabanbergen. Foto från 2007.

11 juni 1931 begav sig Gumiljov till Irkutsk. Achmatova vinkade av honom vid Moskvastationen. Expeditionens bas låg vid staden Sljudjanka, och det huvudsakliga utforskningsområdet var Chamar-Dabanbergen. Enligt kollegan A. Dasjkovas memoarer var Gumiljov inte så intresserad av expeditionen, men visade sig vara en pålitlig kamrat. Eftersom vintern kom tidigt avslutades expeditionen redan i början av augusti. Därefter deltog Lev Gumiljov nästan varje år i olika expeditioner – först geologiska, senare arkeologiska och etnogeografiska. Enligt levnadstecknarnas beräkningar deltog han allt som allt i 21 expeditioner mellan åren 1931 och 1967.
Arbetet var relativt välbetalt och gjorde Gumiljov oberoende av modern och Punin. När han återvände från Bajkal valde han att först bo hos Lev Jevgenjevitj Arens (bror till Punins första hustru), och sedan hos sin farmors brorsdotter.
1932 deltog Gumiljov i sin längsta expedition någonsin, till Tadzjikistan, under 11 månader. Han kom med på expeditionen genom rekommendationer från Pavel Nikolajevitj Luknitskij, hans lärare i Bezjetsk och som Gumiljov beundrade i hela sitt liv. Den då 30-årige Luknitskij, som även var bergsbestigare, avgångselev från litteraturfakulteten, och den tadzjikiska expeditionen vetenskapliga sekreterare. mineralogen Alexander von Fersmann, tillika vetenskapsrådets ordförande, förberedde expeditionen. I rådet ingick vetenskapsmän med världsrykte, bland andra Nikolaj Vavilov. Den parasitologiska gruppen, i vilken Gumiljov hamnade, leddes av Jevgenij Pavlovskij, blivande akademiledamot och president för Sovjetunionens geografiska sällskap, och grundare av tropiska institutet i Tadzjikistan. Expeditionens ledare var Nikolaj Petrovitj Gorbunov, Lenins personlige sekreterare, tidigare chef för Sovnarkom och rektor för Moskvas statliga tekniska universitet uppkallat efter Nikolaj Bauman. 97 vetenskapsmän deltog i expeditionen (allt som allt deltog omkring 700 personer), uppdelade i 72 grupper.
Efter att ha stannat till i Stalinabad (numera Dusjanbe begav sig Gumiljov till Gissarskijdalen, där han arbetade som helmintologilaborant, innan han råkade i konflikt med sin chef, och blev avstängd för störande av arbetsdisciplinen. Därefter flyttade han till Vachsjskadalen och installerade sig på malariastationen i Dangarområdets mönstersovchos. Där var det relativt välbetalt och inga problem med livsmedelstillgången. Trettio år senare mindes Lev Gumiljov sitt arbete där: 
”Arbetet bestod i att jag skulle hitta ett kärr där mygg kläcktes och förgifta vattnet med Schweinfurtergrönt. Det minskade antalet mygg något, men de som överlevde räckte till för att smitta både mig och hela befolkningen i trakten med malaria.” 
Här lärde sig Gumiljov tadzjikiska av lokalbefolkningen, och det var det språk han kunde bäst av alla han hade lärt sig.

### Moskva, första arresteringen

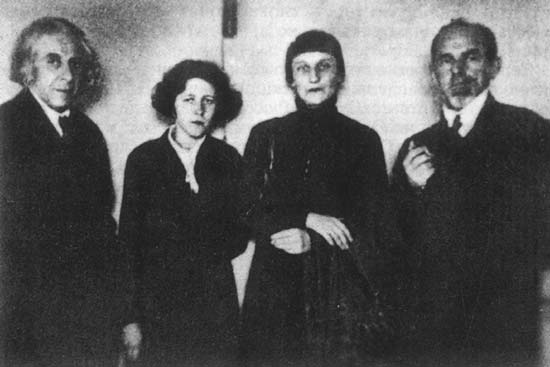
Från vänster till höger: Georgij Ivanovitj Tjulkov, Maria Sergejevna Perovych, Anna Achmatova och Osip Mandelstam. Fotot från 1930-talet.

Då Lev Gumiljov återvände från expeditionen 1933, stannade han till i Moskva, där han umgicks intensivt med poeten Osip Mandelstam, som i honom såg en ”fortsättning av hans far”. Under hösten samma år hittade Gumiljov ett litterärt arbete – att översätta dikter av poeter från Sovjetunionens delrepubliker.
Hos familjen Mandelstam lärde han känna Emma Grigorjevna Gersjtejn, en läkardotter som då tjänstgjorde vid Sovjetunionens fackföreningsförbund för vetenskapliga medarbetare. Hon fick idén att hjälpa Gumiljov att bli fackföreningsmedlem, för att han på så vis skulle undslippa statusen ”berövad sina medborgerliga rättigheter”. Det lyckades inte, men deras vänskap varade i 60 år.
10 december 1933 arresterades Lev Gumiljov för första gången. Det skedde hemma hos Vasilij Aleksandrovitj Eberman, en orientalist, som Gumiljov konsulterade för en översättning från arabiska. Han var arresterad i nio dagar, frisläpptes sedan utan att några anklagelser redovisades, och han förhördes inte ens.

### Universitetet
I juni 1934 fick Lev Gumiljov möjlighet att pröva in till den just återinrättade historiska fakulteten vid Leningrads universitet (16 maj samma år). Vid den tiden var hans materiella situation så bedrövlig att han bokstavligt talat svalt och bara fick en trea på ett av sina inträdesprov, men eftersom konkurrensen inte var stor blev han ändå antagen till universitetet.
Bland Gumiljovs lärare fanns vetenskapsmän på världsnivå – egyptologen Vasilij Vasilivitj Struve, forntidsforskaren Solomon Jakovlevitj Lurje, sinologen Nikolaj Vasiljevitj Kjuner, den sistnämnde kallade han sin läromästare. Kjuner hjälpte Gumiljov när han satt inspärrad och skickade böcker till honom i lägret. Gumiljov kallade även Aleksandr Jorjevitj Jakubovskij, som föreläste om kalifatens historia, för sin läromästare. Jevgenij Viktorovitj Tarle föreläste om den nya historien och gav Gumiljov betyget utmärkt i hans examen vintern 1937.
Han förberedde sig väl och hade god hjälp av den metod han själv hade utarbetat för att minnas årtal och skeenden:
| ”              | ... vanligtvis studeras historia som torkad svamp på en tråd, ett datum, ett annat, och då går det inte att minnas dem. Historia måste studeras som en matta framför dig. Då hände det och det i England, och i Tyskland det och det... Då blandar du inte ihop det, eftersom du inte bara har lagt det på minnet utan har förstått det. | „ |
| – Lev Gumiljov | |   |

Inte desto mindre fick han betyget "tillfredsställande" i tre ämnen: den nya historien 1830–1870, Rysslands historia 1800–1914, och kolonialländernas nya historia. 
Han fick högsta betyg i latin vid två tillfällen, och i franska "mycket bra" och "tillfredsställande". Tyska och engelska studerade han själv, och med möda.
Studenten Lev Gumiljov höll sig för sig själv, deltog inte i sällskapslivet och inte ens i studenternas vetenskapliga grupper, som år 1937 gick samman till studenternas vetenskapliga historikerförening, vilken till och med gav ut sin egen tidskrift, där studenternas föredrag och artiklar publicerades. På det hela taget finns få källor bevarade om Lev Gumiljovs studentliv, desto mer som arresteringarna begränsade hans utbildning till fyra kurser under två och ett halvt år.
Hela denna tid var Gumiljov fattig och led nöd. Enligt Emma Gersjtejns memoarer gick han år 1934 i samma kläder han hade under expeditionen 1931, och såg ut som en riktig trashank. Om somrarna bar han en urblekt skärmmössa och en kanvasslängkappa, och ibland hade han på sig en cowboyskjorta. Om vintrarna gick han i en vadderad jacka, som Gersjtejn kallade "löjeväckande". Lidia Tjukovskaja beskriver jackan på samma sätt. Hans utmanande uppförande gjorde att hans kurskamrat Valerij Machaev under förundersökningen i oktober 1935 beskrev Gumiljov som en uppenbart antisovjetisk person.

### Andra arresteringen 1935
30 september 1935 kom Lev Gumiljov till Moskva efter sommarens expedition för att träffa Emma Gersjtein. Han berättade för henne om sina farhågor att bli arresterad då han återvände till Leningrad. Och 23 oktober samma år, blev han arresterad, liksom Nikolaj Punin, till följd av repressionen mot intellektuella efter mordet på Sergej Kirov 10 december 1934. 
Anna Achmatova reste till Moskva veckan efter att hennes make och son hade blivit arresterade, och överlämnade ett brev till Stalin via Centralkommitténs sekretariat. Stalin läste Achmatovas brev och beordrade genast Genrich Jagoda att frige Punin och Gumiljov, vilket verkställdes mitt i natten 4 november.

### Fortsatta studier vid universitetet
Efter frigivningen återvände Punin till sitt arbete, men Gumiljov förvisades från universitetet 13 december 1935 på initiativ av den lokala komsomolorganisationen. Relegeringen blev en katastrof för Gumiljov eftersom han miste sin bostad och försörjning, och fick enligt egen utsago svälta vintern 1935–1936, även om Achmatova insisterade på att han skulle bo hos henne. Å andra sidan skrev Gumiljov sitt första vetenskapliga arbete just den vintern. Redan i januari 1936 började Achmatova och Punin försöka få honom återupprättad.
Sommaren 1936 fick Gumiljov med hjälp av Michail Illarionovitj Artmonov anställning i en arkeologisk expedition till Don, för att gräva ut den khazariska staden Sarkel. I september återvände Gumiljov till Moskva, där han hoppades komma in vid universitetet, men han blev antagen till geografiska fakulteten och inte till historiska, som han hade velat. Men i slutet av oktober samma år blev han återupprättad och fick fortsätta sina studier vid Leningrads universitet. Under läsåret 1937 lärde han känna Nikolaj Kjuner, som då ledde avdelningen för Öst- och Sydostasiens etnografi inom institutet för etnografi i Sovjetunionen, och knöt Gumiljov till sin avdelning.
Från vintern 1936 till våren 1938 finns endast knapphändiga uppgifter om Gumiljovs liv. Enligt samtida memoarer hade han då en romans med en doktorand, mongoliskan Otjiryn Namsrajzjav, och på 1970-talet återupptog de sin brevväxling, som sedan pågick in i det sista.

## Första frihetsberövandet (1938–1943)

### Tredje arresteringen och förundersökningen
Natten till 11 mars 1938 blev Gumiljov arresterad för tredje gången. Situationen på historiska fakulteten var instabil från allra första början – dess förste dekan Grigorij Solomonovitj Zajdel arresterades i januari 1935, anklagad för samröre med Grigorij Zinovjev, och tillsammans med honom arresterades tolv lärare. Andre dekanen Sergej Mitrofonovitj Dubrovskij arresterades år 1936, och samma år greps ytterligare tio lärare. Allt som allt byttes sju dekaner ut fram till år 1940.
För Lev Gumiljovs del började det med att studenterna Nikolaj Petrovitj Jerechovitj och Teodor Adamovitj Sjumovskij arresterades 10 februari 1938. Gumiljov var nära bekant med den förstnämnde, men kände inte alls den andre. Enligt förundersökningsledaren ingick de alla tre i ungdomsfalangen av ”framstegspartiet”, som ville förvandla Sovjetunionen till en borgerlig parlamentarisk republik. Gumiljov åtalades enligt Ryska SFSR:s (Ryska socialistiska federativa sovjetrepubliken) strafflag, paragraf 58-10 (kontrarevolutionär propaganda och agitation) och paragraf 58-11 (organiserad kontrarevolutionär verksamhet).
Den förste undersökningsledaren, Filimonov, lyckades inte få Lev Gumiljov att erkänna, så 2 april 1938 överlämnades han till furir Ajrat Karpovitj Barchudarjan, säkerhetstjänsteman vid Leningrads NKVD Barchudarjan torterade Gumiljov tills han den 21 juni skrev under förhörsprotokollet med bekännelsen ”att han lett en antisovjetisk ungdomsorganisation och agiterat kontrarevolutionärt” (att han läst Osip Mandelstams dikt om ”bergsbon i Kreml”), och deltagit i förberedelserna för attentatet mot kamrat Andrej Zjdanov.
I slutet av augusti flyttades de tre studenterna till fängelset Kresty, där de hamnade i samma cell. Under krigsrätten 27 september förnekade alla tre sina tidigare bekännelser, med hänvisning till att de tillkommit under tortyr. Men det gjorde inget som helst intryck på rätten, för efter en kort formell överläggning dömdes Lev Gumiljov till 10 års frihetsberövande i arbetsläger samt berövande av sina medborgerliga rättigheter under 4 år räknat från 10 mars 1938. Jerechovitj och Sjumovskij fick 8 respektive 3 års frihetsberövande och berövande av sina medborgerliga rättigheter. Alla tre överklagade, och 17 november 1938 blev domen helt upphävd för ytterligare utredning.
Under tiden skickades Gumiljov och Sjumovskij den 2 december oväntat iväg till fånglägret vid floden Vodla i Östkarelen (Jerechovitj låg vid den tiden inlagd på fängelsesjukhuset). Där fick de arbeta vid ett sågverk i tre veckor. Medan Sjumovskij som drabbats av frossa fick arbeta i en verkstad när var frisk igen skickades Gumiljov ut på skogsavverkning, där han blev fullständigt utmattad. Hans liv räddades av matpaket från modern Anna Achmatova.
24 januari 1939 sändes han och Sjumovskij tillbaka till Leningrad, till fots, på lastbil och så vidare, för en ny förundersökning, och kom fram till Kresty i mitten av februari samma år. Därifrån skickade Gumiljov ett brev den 15 mars till NKVD:s åklagare där han skrev att han hade varit inspärrad i över ett år utan att få veta varför. Han mor Anna Achmatova skrev den 6 april ett nytt brev till Stalin och bönföll att hennes son skulle frisläppas, men det nådde aldrig adressaten. 26 juli dömdes Gumiljov, Jerechovitj och Sjumovskij till fem års lägervistelse vid ett särskilt sammanträde hos NKVD. Lev Gumiljov skulle skickas iväg till Gulaglägret i Norilsk.

### Gulaglägret i Norilsk

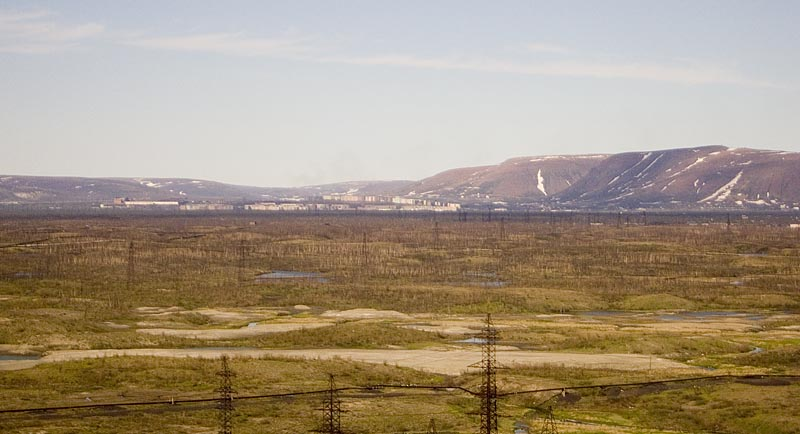
Tundran runtomkring Norilsk. Foto från 2006.

Den 10 augusti fick Gumiljov tillstånd att träffa sin mor under fångtransporten, och hon kom dit den 14 augusti tillsammans med Lidia Tjukovskaja och överlämnade varma kläder till honom. I slutet av augusti färdades fångtransporten med Gumiljov till Krasnojarsk, och sedan längs floden Jenisej till Dudinkas hamn, där järnvägen ledde till den nybyggda staden Norilsk 102 km österut. I Norilsk grasserade en dysenteriepidemi, som inte ens avtog inför den annalkande vintern. Under sommaren 1940 insjuknade även Gumiljov i dysenteri och låg medvetslös i tre dagar, men överlevde.
För övrigt var livsbetingelserna i lägret drägliga: enligt Gumiljov uppgick den dagliga brödransonen till 1,2 kg för dem som uppfyllde produktionsnormen, 600 gram för dem som inte uppfyllde produktionsnormen, och 300 gram för undermåligt arbete.
Gumiljov avtjänade sitt straff under jämförelsevis hyggliga förhållanden. En kort tid utförde han okvalificerat grovarbete, men flyttades snart till geologernas barack för att arbeta som geotekniker, bland intellektuella fångar som kände till både Nikolaj Gumiljov och Anna Achmatova. Under lägertidens sista månader överfördes han till kemilaboratoriet för att hålla ordning på alla geologiska prover. Han svalt inte utan kunde ägna sin fritid åt att skriva poesi och prosa.

### Frigivningen
10 mars 1943 tog Lev Gumiljovs femåriga frihetsstraff slut, men till en början förändrades inte hans liv. Sedan stora fosterländska kriget började 22 juni 1941 hade de frigivna fångarna inte tillåtits lämna arbetslägren. Direkt efter sin frigivning undertecknade Gumiljov en förbindelse att arbeta på Norilsks kombinat till krigsslutet. Han fick då tillsammans med sin kamrat Kozyrev ansluta sig till en geofysisk expedition som letade järnmalm och olja runt Chantajskijsjön. Därefter deltog Gumiljov och Kozyrev i flera expeditioner av varierande svårighetsgrad och resultat. Sommaren 1944 belönades Gumiljov med en veckas semester i den närmaste tätorten Turuchansk, dit kvinnliga gulagfångar var förvisade.

## Inkallelser, Leningrad

### Militärtjänstgöringen (1944–1945)
13 oktober 1944 fick Lev Gumiljov efter flera försök att anmäla sig som frivillig sin länge efterlängtade inkallelseorder att ansluta sig till Röda armén. Han såg det även som sin enda chans att komma bort från Norilsk och efter krigsslutet få möjlighet att återuppta sina universitetsstudier och fortsätta sitt vetenskapliga arbete. Dessutom kom han från en familj av militärer, och hans far, Nikolaj Gumiljov, hade deltagit som frivillig under första världskriget och mottagit tre utmärkelser, varav två Georgskors.
Gumiljov skickades via Krasnojarsk, genomgick militär träning, och därpå sändes han via Moskva till fronten i Brest och hann tränas till luftvärnssoldat strax innan Wisła-Oder-offensiven, den omfattande militära offensiven som Röda armén genomförde på östfronten, började den 12 januari 1945.
I början av mars tackades menige Gumiljov för ”sina utmärkta insatser under genombrytningen av tyskarnas starkt befästa försvar av staden Burg Stargard, och erövringen av tyskarnas viktiga kommunikationsknutpunkter och starka försvarspunkter i Pommern.” Gumiljov deltog även vid intagningen av Stettin den 20 mars 1945. I slaget om Berlin, som var den sista stora striden på östfronten, tjänstgjorde Gumiljov i 3:e armén, som marscherade söderifrån för att hjälpa till att inringa Berlin. Lev Gumiljov belönades med två medaljer – ”För intagandet av Berlin” och ”För segern över Tyskland”, samt diplom för Stargrad och Berlin. Men inga fotografier och vittnesmål från Gumiljovs stridskamrater finns kvar från den tiden.
Efter demobiliseringen återvände Lev Gumiljov till Leningrad sent på kvällen den 14 november 1945. Han möttes av sin glädjestrålande mor, Anna Achmatova. De talades vid hela natten, och hon läste sin nyskrivna dikt Poem utan hjälte för honom.

### Leningrad (1945–1949)

#### Högre utbildning
Lev Gumiljov bosatte sig åter i huset vid Fontanka, men för första gången i livet i ett eget rum – under belägringen av Leningrad hade familjen Smirnov, som bodde med Punin och Achmatova, dött. Vid den tiden hade Anna Achmatovas dikter åter börjat tryckas, hon återfick sin personliga pension och tillgång till specialbutiker.
Gumiljov lyckades få anställning som brandman vid Ryska vetenskapsakademiens institut för orientalistik, vilket utan att vara betungande gav honom både en fast inkomst och tillgång till institutets bibliotek. Dekanen vid universitetets historiska fakultet, Vladimir Vasiljevitj Mavrodin, erbjöd honom att börja på fjärde kursen, men han föredrog att tentera som privatist. På fyra månader, från december 1945 till mars 1946, klarade han tio tentor i två kurser.
Till slut kunde Lev Gumiljov vid 33 års ålder framgångsrikt försvara sitt examensarbete, som han hade samlat underlag till redan år 1937, då han studerade för Kjuner på antropologi- och etnografimuseet. Han undersökte krigarstatyetter av terrakotta från Centralasien och jämförde dem med uppgifter i kinesiska texter översatta av Kjoner. Därefter stod det Gumiljov fritt att som doktorand välja Ryska vetenskapsakademiens institut för orientalistik, där Sergej Andrejevitj Kozin blev hans handledare. Mot slutet av 1947 tog Gumiljov framgångsrikt sin kandidatexamen och började skriva på sin avhandling, som fick positiv kritik av hans vänner och kollegor – professor Michail Illarionovitj Artamonov och korresponderande ledamoten Aleksander Jorjevitj Jakubovskij. Under somrarna 1946 och 1947 arbetade Gumiljov under Artamonovas ledning på arkeologiska expeditioner i Vinnytsia oblast. Allt verkade gå väl för Gumiljov, men i november 1947 relegerades han "för bristande filologiska förberedelser inför den valda specialiseringen."
Lev Gumiljov menade att den egentliga orsaken var kommunistpartiets centralkommittés organisationsbyrås resolution den 14 augusti 1946 om tidskrifterna "Zvesda" (Stjärnan) och "Leningrad", där skarp kritik riktades mot Anna Achmatovas verk, och hon sedan även blev utesluten ur Sovjetunionens författarförbund och därmed förlorade rätten till bland annat ransoneringskuponger. Sergej Lavrov anklagar istället vissa av orientalisterna, och inte endast för Gumiljovs relegering utan även för att ha bidragit till hans kommande arrestering genom att skriva angivelser om hans bristande förståelse för den marxist-leninistiska metodologin med mera.
Sergej Beljakov menar däremot att den officiella motiveringen till relegeringen var med sanningen överensstämmande, eftersom Gumiljov inte kunde tyska och engelska särskilt bra, han kunde tala tadzjikiska och kunde tyda orchonskrift, och där slutade hans lingvistiska kunskaper. Enligt dåtidens ryska förrevolutionära skola av orientalister, som alla var polyglotter, var orientalistik i första hand filologi och först därefter historia. Det gällde att lära sig språk för att kunna läsa de uråldriga manuskripten för att senare uttolka fakta från dem. Och då krävdes det att man kunde minst 14 språk.

#### Försvar av licentiatavhandlingen
I januari 1948 fick Gumiljov arbete på Balinskijs psykiatriska sjukhusbibliotek, men blev ändå tvungen att en tid leva på moderns pengar. Olyckan förde dem samman, och Gumiljov skötte om sin sjuka mor och hushållet, som en god son. Han hade bestämt sig för att försöka få försvara sin licentiatavhandling vid Leningrads universitet istället. Efter ett möte med universitetets rektor fick han tillåtelse att försvara den inför universitetsrådet, och lämnade in avhandlingen 15 maj 1948 innan åkte iväg till Altaj för sommarens arkeologiska expedition. Han återvände till Leningrad i slutet av september eller början av oktober, och fick vänta till 28 december samma år på att få försvara sin avhandling, som handlade om ”Första turkiska khanatets politiska historia”.
Opponenten Aleksandr Natanovitj Bernsjtam hade 16 invändningar mot avhandlingen. Lev Gumiljov fick visa upp all sin begåvning i polemik och vältalighet, vilket resulterade i att 15 av 16 rådsmedlemmar röstade för att hans avhandling skulle godkännas.
Under samma period försökte Gumiljov ordna upp sitt privatliv, som till och med hans mor Anna Achmatova tyckte var ytterst tilltrasslat. I ett brev till Vasilij Nikiforovitj Abrosov den 18 januari 1955, skrev Gumiljov att han hade haft 32 kvinnor fram till han arresterades i november 1949. Efter kriget återvände Gumiljov aldrig till Emma Gersjtein i Moskva, utan hans första kärlek efter fronten blev poeten Ludmila Glebova. Han återupptog även bekantskapen med Nina Sokolova, som han hade umgåtts med 1936 och som arbetade på Eremitaget, men de skildes åt 1947. Den viktigaste orsaken var Gumiljovs våldsamma förälskelse i Natalja Vasilevna Barbanets, med vilken hans relation varade i omkring 10 år, med avbrott för arresten.
I januari 1949 fick Gumiljov en forskartjänst vid Sovjetunionens etnografiska museum, och i en av dess samlingsvolymer ingick hans första vetenskapliga artikel – ”Krigsstatyetterna från Tujok-Mazar”. Hans första arbetsuppgift blev att bearbeta en samling, som anlänt redan 1941 från ett igenstängt buddhistiskt kloster i Aginskij Datsan. Under sommaren deltog han i utgrävningarna av fästningen Sarkel. Kort efter återkomsten till Leningrad, blev han arresterad för fjärde gången, 6 november 1949, när han åt middag hemma, och blev omedelbart skickad med en fångtransport till Lefortovofängelset i Moskva.

## Andra frihetsberövandet (1949–1956)

### Lägervistelserna
Efter frigivningen berättade Gumiljov för Lev Ardov att han hade fängslats för sin pappas skull före kriget, och för sin mammas skull efter kriget. Mellan 1949 och 1950 var det tre olika förundersökningsledare som i tur och ordning ägnade sig åt fallet Gumiljov: major Burdin, överstelöjtnant Stepanov och kapten Merkulov. Endast den tredje förundersökningsledaren försökte samla material om Anna Achmatova, och det materialet användes bara 31 mars 1950. Enligt Beljakov var Gumiljov, som son till en monarkistisk poet som arkebuserats för deltagande i en kontrarevolutionär sammansvärjning, på förhand dömd till förnyat straff. Förundersökningen var långvarig, men inte lika brutal som 1938. Anklagelserna mot Lev Gumiljov hämtades ur förundersökningen från 1935, och 13 september 1950 dömdes Gumiljov till tio års läger för "att tillhöra en antisovjetisk grupp med terroristiska avsikter och antisovjetisk agitation." Gumiljov berättade senare att åklagaren hade förklarat domens innebörd med att "Ni är farlig eftersom ni är läs- och skrivkunnig." 11 oktober 1950 skickades Gumiljov i fångkonvoj till Tjeljabinsks transitfängelse, och därpå vidare till Karaganda i Kazakstan.
Första året i lägret tog hårt på Lev Gumiljov. Enligt Lev Aleksandrovitj Vozneseskij, som var fängslad där samtidigt, blev Gumiljov gråhårig och åldrades märkbart, vilket bekräftas av fotografier från den tiden. Han som aldrig tidigare hade beklagat sig skrev i sina brev till Anna Achmatova och Emma Gersjtein att han hade föga hopp om att överleva lägerstraffet. En tid arbetade han som pannskötare, men förflyttades vintern 1951 till betydligt tyngre grävarbete. 
1 oktober 1952, på sin fyrtioårsdag, hamnade Lev Gumiljov på sjukhus för första gången för hjärt- och kärlbesvär, förorsakade av tortyren under förundersökningarna. I november blev han invalidförklarad av läkarna. 1954 tillstötte sår på tolvfingertarmen, vilket åsamkade honom så stora smärtor att han samma år upprättade sitt testamente. Lyckligtvis fanns det skickliga specialister bland de fångar som arbetade på lägersjukhuset, men Gumiljov fick inte tid att kurera sig på grund av arbetsplikten.
Lev Gumiljov var i Gulaglägren Luglag (Lugovlägret, på svenska ängslägret) och Pestjanlag (Pestjanlägret, på svenska sandlägret) i Kazakstan. Villkoren i dessa specialläger var rigorösare än i de vanliga lägren, å andra sidan fanns där till en början nästan inga kriminella fångar, något de politiska fångarna uppskattade.
Hösten 1951 förflyttades Gumiljov långt åt nordöst, till Kemerovo oblast, till nuvarande Mezjduretjensk, till det nyöppnade Kamysjlag (Kamysjovlägret, på svenska vasslägret) där han fick stanna i nästan två år. Gumiljov placerades huvudsakligen i olika byggnadsarbeten, och fick mer mat än i Karagandalägret, och bad därför sin mor att endast skicka ister, smör, senap, peppar, dadlar, korv, te och tobak.
Sommaren 1953 flyttades Kamysjovlägret långt västerut, till Omsk och ett oljeraffinaderibygge. Tidvis slapp den invalidförklarade Gumiljov utföra tyngre arbeten, och fick istället sköta om lägerbiblioteket. Efter Stalins död (5 mars 1953) och Berijas arrestering (26 juni 1953) började villkoren i lägren att förändras. Från 1954 fick fångarna även brevväxla med sina vänner och inte enbart med sina närmaste släktingar. Lev Gumiljov började då brevväxla med Emma Gersjtein, Vasilij Abrosov, Tatjana Krjokova, Tatjana Kazanskaja, Nikolaj Kozyrev med flera.

### Lev Gumiljovs forskning i lägret
Arbetet i lägerbiblioteket var gynnsamt för Gumiljovs intellektuella utveckling, och sjukdomarna som tidvis befriade honom från fysiskt ansträngande arbete gav honom möjlighet att begrunda sina vetenskapliga idéer. Lägret prenumererade inte enbart på de största tidningarna som Pravda och Izvestija, utan även på litteraturtidskrifter som Ogonjok och Novyj Mir, och till och med på vetenskapliga tidskrifter. Achmatova och Gersjtein skickade bokhandelskataloger till honom, så han själv kunde beställa de böcker han behövde i lägret. Gumiljov hade vid den tiden slutat skriva poesi och förlorat intresset för litteratur och seriös konst. Istället ville han studera historia på sin fritid.
Gumiljov fick tack vare sitt intresse för Centralasiens historia nya bekanta i lägret och blev vän med den blivande orientalisten Michail Fjodorovitj Chvan, den blivande ekonomen och politiske kommentatorn Lev Aleksandrovitj Voznesenskij. 1954 skriver Gumiljov i sina brev från lägret om en kinesisk intellektuell, Chen Zhu, som hjälpt honom att tolka dunkla passager i de ryska översättningarna från kinesiska, och han förklarade också innebörden i de hieroglyfer Gumiljov stött på i Nikita Bitjurins arbeten. Gumiljov fördjupade sig även i det persiska språket, och bad Achmatova att skicka honom en persisk läsebok.
Gumiljovs främste lärare i lägret var Alifbek Chijsjalov, en pamirisk forskare utbildad vid Tadzjikistans pedagogiska institut. Han återberättade innehållet i gamla handskrifter för Gumiljov, som sedan skrev två artiklar i Vestnik drevnej istorii (ryska: Вестник древней истории, 'Forna tiders härold'), en av de mest betydande vetenskapliga tidskrifterna.

### Frigivning, rehabilitering
Redan 1950 hade Anna Achmatova skrivit ett brev till Stalin, men det nådde förmodligen aldrig adressaten. Samma år skrev hon och Lidia Tjukovskaja ett brev till Kliment Vorosjilov, som skickade det vidare till åklagarmyndigheten, som avslog deras ansökan 14 juni 1954. Efter Stalins död 1953 försökte Emma Gersjtein på olika vis få Lev Gumiljov frigiven, och tack vare henne vände sig Vasilij Struve, Michail Artamonov och Aleksej Okladnikov till åklagarmyndigheten. Vetenskapsakademiledamoten och orientalisten Nikolaj Konrad, som själv hade suttit fängslad i Gulaglägren började  intressera sig för Lev Gumiljovs öde i juli 1955. Han ville att Gumiljov skulle delta i arbetet med tiobandsverket Världshistorien. I oktober fick Emma Gersjtein ett paket från lägret med utlästa böcker, där det doldes 30 skrivhäften med Centralasiens historia, renskrivna av någon medfånge. Gersjtein skrev av dem på maskin och skickade dem till Konrad. Men Gumiljovs texter ingick aldrig i Världshistorien, vilket enligt Beljakov berodde på en grundläggande oenighet mellan Konrad och Gumiljov.
Efter den tjugonde partikongressen 14–26 februari 1956 i Moskva började en kommission arbeta i Gulaglägren för att ompröva de politiska fångarnas fall. I slutet av april kom kommissionen till Omsk, där Gumiljov avtjänade sitt straff. 11 maj 1956 blev Lev Gumiljov förklarad oskyldig på alla åtalspunkter och frigiven. Då hade han sammanlagt tillbringat 14 år i fängelser och läger.
2 juni 1956 upphävde högsta domstolen krigskollegiets dom mot Gumiljov, och 30 juli blev fallet nedlagt "i brist på bevis". 1938 års dom blev Lev Gumiljov rehabiliterad från först år 1975.

## Relationen till modern Anna Achmatova

### Brytningen
15 maj 1956 anlände Gumiljov till Moskva, och stötte helt oväntat på sin mor hemma hos familjen Ardov, där han räknade med att övernatta på hemvägen till Leningrad. Enligt Emma Gersjtein blev mötet inte som det borde, eftersom Lev Gumiljov hade blivit avigt inställd till sin mor under lägervistelsen, och Emma trodde att de aldrig någonsin skulle kunna bo tillsammans igen. Många år senare beskrev Gumiljov mötet med modern i sin självbiografi: "Jag träffade på en kvinna som var gammal och nästan obekant. Hon var mycket kall, utan medkänsla och medlidande". Gumiljov reste ensam från Moskva till Leningrad utan att veta var han skulle bo och var han skulle arbeta. När Achmatova en månad senare återkom till Leningrad fick hon veta att Gumiljov hade skrivit sig hos sin tidigare kollega vid Etnografiska museet, Tatjana Aleksandrovna Krjokova (som Achmatova inte var särskilt förtjust i), så hon lät folkbokföra Gumiljov hos sig på Krasnaja Konnitsyjgatan, där hon sedan 1952 bodde med Irina Puninas familj. Gumiljov och Irina Punina var osams sedan flera årtionden, men trots att han ställt sig i bostadskön direkt efter frigivningen fick han ett eget rum först under våren 1957.
Vid den tiden hade Anna Achmatova och Lev Gumiljov funnit en yrkesmässig relation. Han hjälpte sin mor med poesiöversättningar och kunde försörja sig på det. I juni 1957 skrev han till V. Abrosov att han hoppades förtjäna 20 000 rubel på att översätta den persiska poeten Mohammad Taqi Bahar, och två år senare skrev han till sin styvbror Orest Nikolajevith Vysotskij om hur lönsamt det var att översätta; han fick fem rubel per rad, så om han inte låg på latsidan kunde han tjäna 100 rubel per kväll. Trots det ägnade Gumiljov sin mesta tid åt vetenskapen och slutade nästan helt översätta i början av 1960-talet. Hans sista översättningssamarbeten med modern var av den ukrainska poeten Ivan Franko och en tvåbandsutgåva av det serbiska eposet om furst Lazar Hrebeljanović, bröderna Jogbogdan och andra hjältar (båda böckerna gavs ut 1960).
30 september 1961 inträffade deras definitiva ordväxling, varefter Achmatova och Gumiljov aldrig mer träffades. Enligt Lev Gumiljov:
| ”              | ... Före min disputation, dagen innan min födelsedag 1961, uttryckte hon sin bestämda ovilja mot att jag skulle bli doktor i historia, och jagade mig på porten. Det var ett mycket hårt slag, som gjorde mig sjuk och som jag med svårighet hämtade mig från. | „ |
| – Lev Gumiljov | |   |

I början av oktober fick Anna Achmatova en andra infarkt, men Gumiljov trodde hon simulerade och vägrade besöka henne på sjukhuset. Gumiljov talade ogärna om detta med utomstående; på det hela taget utgår alla versioner om relationen mellan mor och son från de ursprungliga källorna – Anna Achmatovas uttalanden och Lev Gumiljovs intervjuer och memoarer.

### Rekviem
År 1957 återupptog Achmatova arbetet med dikten Rekviem, som hon hade påbörjat under 1930-talet då Gumiljov arresterades för andra gången. Dikten skildrar erfarenheten modern till en politisk fånge har: 
| ”                                                 | Mannen i graven, sonen i fängelse be för mig, be. | „ |
| – Anna Achmatova. Översättning: Barbara Lönnqvist |                                                   |   |

"Under Jezjov-regimens värsta år stod jag sjutton månader i fängelseköer i Leningrad", skrev hon i förordet till dikten. Under 1960-talet kom dikten ut som samizdat, och lästes av Gumiljov, som inte tyckte om den. Han kände sig förorättad av moderns bristande uppmärksamhet, att hon inte hade ansträngt sig tillräckligt mycket för att få honom frigiven – och allt detta förringade i hans ögon diktens betydelse. Joseph Brodsky påstod enligt Solomon Volkov att Gumiljov hade sagt ungefär så här till sin mor: "Det skulle till och med ha varit bättre för dig om jag hade dött i lägret." Den exakta innebörden i hans ord var att det skulle ha varit bättre för poeten, men inte för modern. Lev Gumiljov motsatte sig både moderns och poetens agerande. Han kallade Rekviem för ett monument över självbeundran: "Rekviem skrivs till minne av dem som har dött, men jag lever ju."
Men Anna Achmatova hade i själva verket gjort allt hon kunnat göra för att få sonen frigiven. Förutom breven till Stalin och Vorosjilov skrev hon i tidningen Ogonjok år 1950 dikter tillägnade "alla tiders och folks ledare." Men Lev Gumiljov vägrade enligt Irina Punina till och med att komma på sin mors begravning: "Jag kommer inte. Hon skrev ”Rekviem”, hon begravde mig..." I sin Avtonekrolog skrev Lev Gumiljov: "Rekviem betyder själamässa på ryska. En själamässa över en levande människa anses enligt våra urgamla sedvänjor som syndfull... varför ha en själamässa över en person man kan ringa till". Inte desto mindre anser forskarna att i den mångåriga dispyten mellan mor och son, där båda var lite skuldmedvetna inför varandra, utgjorde dikten "Rekviem" en gräns, som gjorde både mor och son klokare.

## Återkomsten till vetenskapen (1956–1966)

### Eremitaget
Gumiljovs första försök att få anställning på Eremitaget misslyckades, det fanns inga lediga tjänster. Han var beredd att arbeta som gårdskarl på Etnografiska museet, men i oktober 1956 ordnade Eremitagets dåvarande direktör, Michail Illarionovitj Artamonov, så Gumiljov fick vikariera för de medarbetare som gick på föräldraledighet. Lönen var tusen rubel, vilket var mycket modest för en examinerad akademiker, men han blev placerad i Eremitagets bibliotek och kunde därigenom fortsätta att ägna sig åt sitt vetenskapliga arbete både på sin arbetstid och sin fritid under de närmaste tre åren.
I slutet av 1956 började Gumiljov brevväxla med Pjotr Nikolajevitj Savitskij, en av eurasianismens grundare. Genom honom påbörjade Gumiljov även en brevväxling med den ryskamerikanske historikern Georgij Vladimirovitj Vernadskij, först via Prag och Savitskij, eftersom det var riskabelt att ha direktkontakt med USA, men efter Savitskijs död 1968 brevväxlade de direkt med varandra.
Gumiljov fick nästan ingenting publicerat under sina första tre år efter frigivningen från lägret. Han var otålig att återkomma till vetenskapen, och höll sitt första föredrag i Etnografiska museet redan 5 juni 1956, nästan direkt efter återkomsten till Leningrad. Men Lev Gumiljov blev ytterst misstänksam mot de vetenskapliga institutionernas och förlagens medarbetare, som han uppfattade hindrade honom från att bli publicerad. 1959 fick Gumiljov sex artiklar publicerade, och alla i ledande tidskrifter som Sovjetskaja archeologija, Sovjetskaja etnografija och Vestnik drevnej istorii. Därefter publicerade Lev Gumiljov i genomsnitt fem till sju artiklar om året, och 1966 slog han rekord med 11 artiklar, förutom boken Otkrytije Chazarii (ryska: Открытие Хазарии, 'Khazarernas upptäckt').

### Xiongnu
I juni 1957 blev Lev Gumiljov ombedd att ge ut en monografi hos Institutet för orientaliska studier. I december samma år lämnade han in sitt manuskript till Xiongnu, en bearbetning av Istorija Sredinnoj Azii v drevnosti (ryska: Истории Срединной Азии в древности, 'Centralasiens forntida historia'). Förlagsredaktionsgenomgången gick långsamt och först i februari 1959 fick Gumiljov tillbaka manuset för finputsning och slutjustering. Han blev mycket missnöjd, men tog sig an slutgenomgången, och i april 1960 kom hans första bok ut – Chunnu: Sredinnaja Azija v drevnije vremena (ryska: Хунну: Срединная Азия в древние времена, 'Xiongnu: Centralasien i forntiden').
Enligt Valerij Demin innehöll Gumiljovs första monografi de tre grundläggande idéer som hela hans fortsatta vetenskapliga arbete utgick från:
1. De antieuropacentristiska åsikter och den världsåskådning, som han konsekvent förespråkade i alla sina verk.
2. Förklaring av historiska och sociala företeelser utifrån deras naturliga betingelser, där landskapet har störst betydelse, särskilt för Xiongnu, med en kombination av de två landskapstyperna skogklädda bergssluttningar och stäpp.
3. Försök att besvara frågan om orsakerna till Xiongnus stora sociala och krigiska aktivitet. Just i den kontexten inför Gumiljov begreppen "passionarnost" (ryska: пассионарность, 'passion') och "passionarnyj toltjok" (ryska: пассионарный толчок, 'passionerad motivation')

Monografin uppmärksammades genast av specialisterna - sinologer och andra orientalister. Den första recensionen gjordes av kinakännaren Kim Vasiljevitj Vasiljev i tidskriften "Vestnik drevnej istorii" (ryska: Вестник древней истории, 'Forntidshistorisk härold'). Recensionen var mycket negativ och betonade att då xiongnus och hunnernas historia endast var känd genom kinesiska källor måste de som forskade om dem kunna kinesiska och helst även japanska, eftersom det fanns många japanska forskare i ämnet. Men Lev Gumiljov behärskade inte dessa språk och kunde därför inte tillgodogöra sig de senaste forskningsrönen, eftersom hans huvudsakliga källor härstammade från översättningar gjorda under 1800-talet av Nikita Bitjurin, mer känd under sitt munknamn Iakinf Bitjurin, vars översättningar redan var föråldrade. Vasiljev gav många exempel på felaktigheter i Gumiljovs bok, och nästan alla relaterade till författarens bristande filologiska utbildning. Recensentens sammanfattning var sträng: Xiongnu är en systematiserad återberättelse av Bitjurins och Pozdnejevs översättningar och Sjavanns monografi; Gumiljovs bok bidrar i princip inte med något nytt till den samtida historiografin om Centralasiens forntid.
26 september 1961 samlades historiker, språkvetare och orientalister i Eremitagets bibliotek för att diskutera Gumiljovs bok och Vasiljevs recension. Allt som allt deltog 52 personer i diskussionen som varade i fyra timmar. I sitt framträdande delade Lev Gumiljov in Vasiljevs anmärkningar i två grupper: "förnuftiga rättelser" (ett fåtal) och "orättvisa anklagelser" (24 stycken). Diskussionen var mycket livlig och deltagarna kunde endast enas om att de gillade Gumiljovs utmärkta språk och sätt att skriva. Enligt Lavrov slutade diskussionen oavgjort, men enligt Gumiljov var det han som avgick med segern.
1962 kom en vändpunkt i diskussionen om Xiongnu, då två ytterst positiva recensioner publicerades i tidskriften Narody Azii i Afriki (ryska: Народы Азии и Африки, 'Asien och Afrikas folk'), skrivna av sinologerna Michail Vasiljevitj Vorobjov och Lazar Isajevitj Duman.

### Disputation,Forntidens turkar

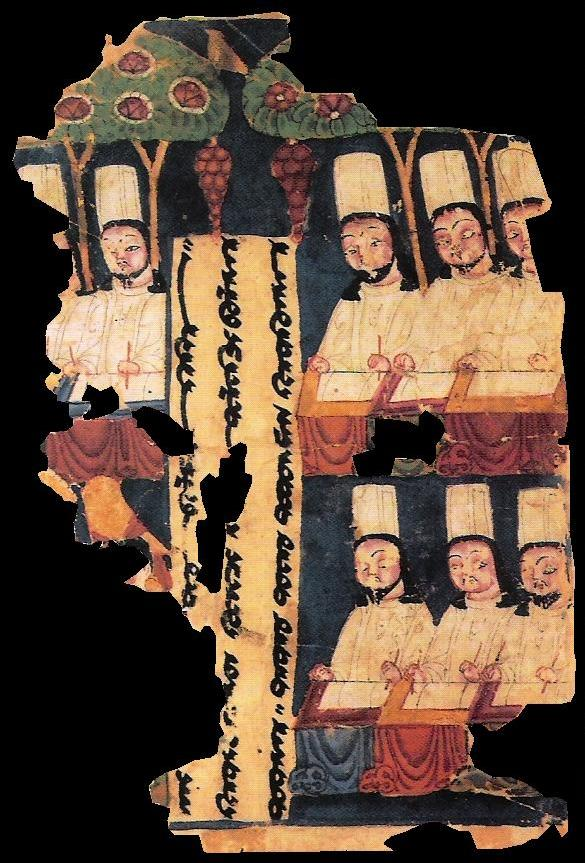
Uigurisk bild av manikeiska präster.

Lev Gumiljovs doktorsavhandling Forntidens turkar. Centralasiens historia på gränsen mellan forntiden och medeltiden (500 - 700-talet) diskuterades i Eremitaget 9 maj 1961 och fick välvillig kritik och disputationen fastställdes till hösten samma år. Hans opponent blev Michail Illarionovitj Artamonov, hans gamla vän och välgörare, och disputationen gick galant.
År 1967 kom avhandlingen ut i bearbetad form under namnet Forntidens turkar, och Gumiljov skrev stolt i sin Avtonekrolog att den hade spelat en avgörande roll i protesterna mot Kinas territoriella anspråk, och att Kina hade bannlyst honom och avstått från sina anspråk på Mongoliet, Centralasien och Sibirien.
Turkarnas historia sätts i boken in i sitt sammanhang i hela den eurasiska regionen – från Bysans till Korea, från Bajkal och Angara till Tibet och Sichuan. Som vanligt använde sig Gumiljov av en historisk rekonstruktion, exempelvis om seder och bruk vid uigurernas hov i slutet av 1700-talet till början av 1800-talet; degenerationen av uigurernas aristokrati och den förödande familjeupplösningen till följd av antagandet av manikeismen – en religion som förkastar det goda i denna världen, förespråkar asketism och att avstå från familjeliv. Samtidigt skriver Beljakov att i denna bok hade forskaren fått övertaget över turkofilen, och att ingen annan bok var mer förödande för den eurasiska idén.

### Arkeologi, khazarerna
Sedan mitten av 1930-talet hade Lev Gumiljov varit intresserad av khazarerna och att lokalisera deras rike. På den tiden umgicks han med Michail Artamonov och deltog i 1936 års utgrävningar av den khazariska staden Sarkel vid floden Manytj. Han hade inte hunnit bli antagen till universitetet igen och fakultetsnämnden hade inte betalt hans resa, utan han blev anställd på plats. Teodor Sjumovskij skriver i sina memoarer att Lev Gumiljov under förundersökningen 1938 i fängelsecellen föreläste om just khazarerna och inte om turkarna eller mongolerna. Gumiljov fortsatte att arbeta med utgrävningar under ledning av Artamonov fram till arresteringen 1949.
Gumiljov återvände till khazarproblematiken 1959 då han deltog i en expedition till Volga, och därefter publicerade resultaten från sin khazarforskning i de viktigaste vetenskapliga tidskrifterna. Då utarbetade han sin medryckande och lättlästa litterära stil för alla kommande böcker. 1965 beställde förlaget Nauka (ryska: Наука, 'Vetenskap') en populärvetenskaplig bok om expeditionen av Gumiljov. Den kom ut till sommaren året därpå med titeln Otkrytije Chazarii (ryska: Открытие Хазарии, 'Upptäckten av khazarerna').
Först 1962 publicerades Michail Artamonovs grundläggande monografi Istorija chazar (ryska: История хазар, 'Khazarernas historia'), som skulle ha kommit ut långt tidigare om det inte hade varit för "kampen mot kosmopolitismen", som genom en artikel i Pravda 1951 även kom att omfatta khazarernas roll i den ryska historien. På så vis blev "khazarfrågan" oväntat politisk för första gången sedan 900-talet. Under tiden hann den engelske orientalisten Douglas Morton Dunlop publicera sitt grundläggande arbete The History of the Jewish Khazars år 1954, vilket gjorde att Artamonov blev tvungen att omarbeta sin bok med hjälp av Lev Gumiljov. 

1962 publicerades även Vasilij Abrosovs artikel Geterochronnost periodov povysjennogo uvlazjenija gumidnoj i aridnoj zon (ryska: Гетерохронность периодов повышенного увлажнения гумидной и аридной зон, Heterokronin vid perioder av förhöjd fuktighet i våta och torra zoner). Abrosov utvecklade den kände geografen Arsenij Vladimirovitj Sjnitnikovs idéer och blottlade lagbundenheten hos Kaspiska havets, Aralsjöns och Balchasjsjöns nivåförändringar: Arals och Balchajs torka sammanföll inte sällan med Kaspiska havets nivåhöjning. Variationer av solaktiviteten påverkade även de centralasiatiska sjöarnas nivåhöjning och nivåsänkning. Abrosov hade ägnat sig åt dessa frågor redan på 1950-talet och delat med sig till Gumiljov i deras brevväxling under lägertiden. När Lev Gumiljov blev frigiven använde han sig av Abrosovs teorier i sina studier av de eurasiska nomadernas historiska cykel.
Den arkeologiska expeditionen 1959 till Astrachan, som leddes av Gumiljov, bestod endast av tre personer, inklusive ungraren I. Erdei. Expeditionen hade organiserats utifrån Gumiljovs anhållan om att få undersöka var den khazariska huvudstaden Itil låg, vilket var nödvändigt för att bekräfta Artamonovs slutsatser. Resultatet av den arkeologiska utgrävning var nedslående: det fanns inga bevis för förekomsten av fästningsvallar, gravfält, keramik, endast under ett sedimentlager på floden Achtubas strand fann de en enda skärva från khazartiden. Utifrån dessa knappa uppgifter drog Gumiljov genast slutsatsen att staden Itil före 900-talet hade varit belägen på Achtubas strand, nära Martysjkinskogen, men hade sedan blivit bortspolad av Kaspiska havets nivåhöjning. Gumiljov förklarade att landskapet de såg påminde om arabiska resenärers beskrivningar. Den bestämda uppfattningen framförde han först i ett brev till Abrosov 8 oktober 1959, då han återvänt till Leningrad. 17 oktober samma år redogjorde Gumiljov för sin hypotes om de eurasiska stäppernas periodiska väta för Artamonov, som gillade idén och kompletterade den med sina egna observationer.

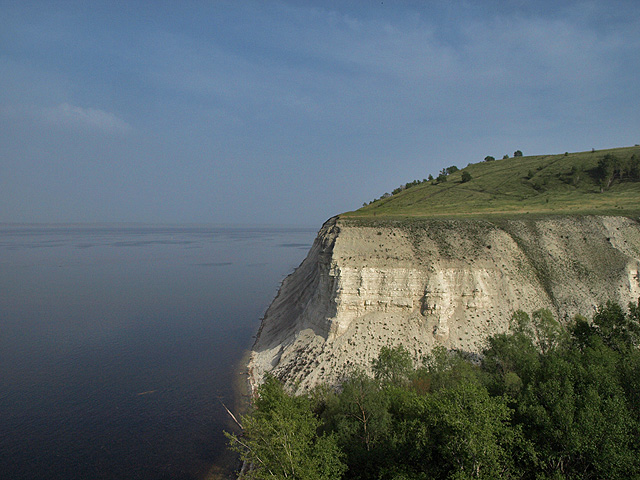
Stenka Razins klippa. Foto från 2010.

I augusti 1960 begav sig Gumiljov åter till Volga, denna gång för att gräva ut Baerkullarna (en upphöjning i deltat, som inte hade täckts av vatten vid Kaspiska havets nivåhöjning, och var uppkallade efter akademiledamoten och zoologen Karl Ernst von Baer). Den geologiska expeditionen leddes av Aleksandr Alexin, som hade sett till att de förfogade över både motorbåt, bil och tjänstefolk. De genomförde även utgrävningar på Stenka Razins klippa, där de inom kort hittade gravar, som kunde härröra från khazartiden.
Sommaren 1961 bestämde sig Gumiljov för att efter den fortsatta utgrävningen på Stenka Razins klippa prova Abrosovs hypotes vid Kaspiska havet, i Derbent, och använda den omgivande muren som mätinstrument för att bedöma Kaspiska havets nivåvariationer. För att göra det behövde han dykutrustning och en ung medhjälpare, och det blev Gumiljovs förstaårsstudent Gelian Prochorov. Havet var ofta stormigt, så de kunde bara dyka tidigt på morgnarna, och vid ett tillfälle var de nära att förolyckas på grund av problem med utrustningen och båten. Men de slutförde sitt projekt och resultatet bekräftade Abrosovs hypotes, liksom de medeltida arabiska geografernas uppgifter.
1962 bestämde sig Gumiljov för att leta efter khazarernas andra huvudstad – Semender. Artamonov hade antagit att staden låg vid floden Tereks nedre lopp, vid nuvarande Kizljar, men Gumiljov bedömde att det var omöjligt eftersom floden ofta översvämmade stränderna och khazarerna inte kunde bygga skyddande vallar. Istället sökte han sig längre upp längs floden, nära Sjelkovskaja, i nuvarande Tjetjenien, där han hittade en ruinstad som han påstod var khazarernas forna huvudstad, men utan att ha några riktiga bevis för det. Lev Gumiljov återkom flera gånger till det som han trodde var Semender, en sista gång under sin sista expedition 1967. Många år senare konstaterade professor Aleksandr Viljamovitj Gadlo, som fortsatte med utgrävningarna vid Sjelkovskaja, att Gumiljov hade hittat den khazariske befälhavarens säsongshögkvarter och inte huvudstaden.

### Geografisk determinism
Gumiljov framlade för första gången sin teori om de eurasiska stäppernas heterokroniska fuktighet i ett föredrag tillägnat den framstående geografen Lev Semjonovitj Bergs jubileum. Gumiljov påvisade hur landskapet och klimatet påverkar ekonomin, och därigenom samhället och det politiska systemet. Logiken i hans resonemang var att sluttningarna på västra Tianshan, Tarbagataibergen och Altaj är torra och varma, växterna vissnar och förtvinar, därför driver nomaderna på somrarna sin boskap till betesmarker på alpängarna, och till vintrarna samlar de in hö, eftersom snömängden på bergssluttningarna gör att fåren inte kan livnära sig där utan människornas hjälp. Varje släkt har sina sommarvisten och vintervisten, och därför har nomaderna inte mycket kontakt med varandra, och under de senaste två tusen åren har de inte skapat mäktiga riken med en enda auktoritär makt, som i Mongoliet. I denna etnolandskapsregion uppstod oftast inte starka centraliserade khanat som xiongnu eller djingisider. Tvärtom dominerade förbund och konfederationer – Jueban, karluker, oiraterna. Även kritiker och motståndare av Gumiljovs teori, som exempelvis Lev Samuilovitj Klein, erkände betydelsen av hans slutsatser.
Gumiljovs arbeten om khazarerna och miljöns påverkan på nomadfolkens historia började översättas till i första hand engelska, franska, ungerska och tyska. Gumiljovs artiklar trycktes i New Yorktidskriften Soviet Geography, Paristidskriften Cahiers du monde russe et soviétique och även i vetenskapliga samlingsverk i Berlin och Budapest. Enligt Beljakov var det ingen tillfällighet att Lev Gumiljovs historiska och geografiska artiklar så gärna översattes i Europa och USA. Gumiljov gick då, utan att själv veta om det, i samma riktning som den andra generationen i Annales-skolan, den historiska skolan i Europa med störst auktoritet då.
Det var i första hand geograferna som erkände värdet av Gumiljovs forskningsresultat: 1962 blev Lev Gumiljov erbjuden en forskartjänst vid Geo-ekonomiska forskningsinstitutet LGU, där han sedan arbetade till sin pensionering 1987. Han kallade halvt på allvar tjänsten för sin "ekologiska nisch". Redan från 1949 hade Gumiljov varit en fullvärdig medlem av Ryska geografiska sällskapet, och 1961 ledde han dess etnografiska avdelning. 1964 introducerades han i Geografiska sällskapets vetenskapsråd.

### Anna Achmatovas bortgång, "Punin-kriget"
Sedan 1920-talet hade Nikolaj Punins dotter Irina Punina och hennes dotter Anna Kaminskaja varit de som stått Anna Achmatova närmast. Enligt Lidia Tjukovskajas memoarer var det för att kunna hjälpa dem ekonomiskt som Achmatova vid 76 års ålder började översätta igen, fast hon egentligen inte ville. Beljakov menar att Achmatova var snål och hård mot sonen, men gjorde allt för Irina och Anna, som var dem hon levt längst tillsammans med. Michail Ardov kallade osämjan mellan Punina, Kaminskaja och Gumiljov för "Punin-kriget". Praktiskt taget alla samtida och nutida biografier fördömer Puninas och Kaminskajas roll i Achmatovas liv. En av orsakerna till de fientliga relationerna var Achmatovas testamente som hon lämnade in hos notarius publicus 20 september 1955, och där hon testamenterade allt till Irina Punina.
5 mars 1966 avled Anna Andrejevna Achmatova i Domodedovo på sanatoriet dit hon hade förts efter sin senaste hjärtattack. På rekommendationer från högre ort beslutade Moskvas författarsektion att inte arrangera någon officiell avskedsceremoni, utan kistan flögs efter en kort ceremoni till Leningrad 9 mars.

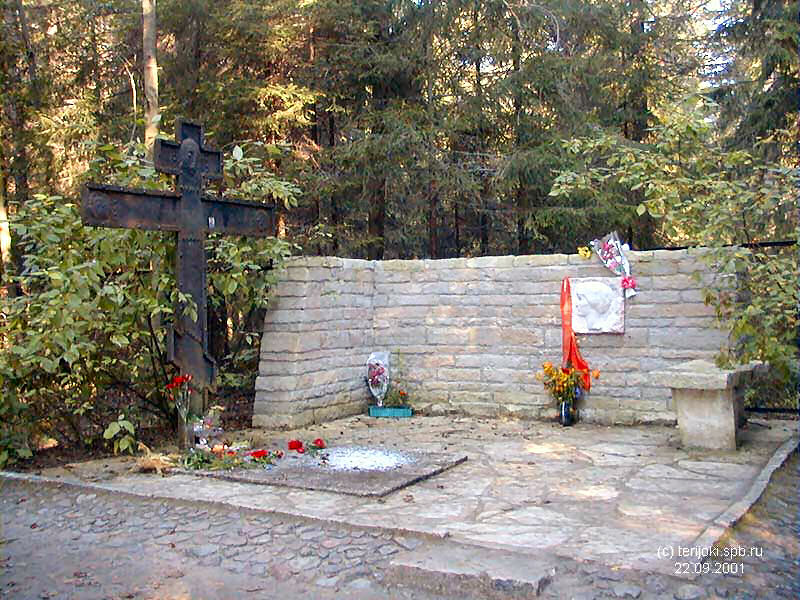
Anna Achmatovas grav i Komarovo. Det smidda korset sattes upp av Lev Gumiljov.

Samma dag Anna Achmatova dog besökte Michail Ardov hennes lägenhet på Leningatan (Улица Ленина: Ulitsa Lenina) i Leningrad. Just då kom Lev Gumiljov dit, tog av sig mössan och utbrast: "Det skulle ha varit bättre om det varit tvärtom. Det skulle ha varit bättre om jag hade dött före henne."
 Det var Gumiljov som organiserade begravningen och tog emot kistan på flygplatsen. Minnesstunden ägde rum 10 mars i Författarnas hus och samma morgon genomfördes begravningsgudstjänsten i Sankt Nikolas sjökatedral, på uppdrag av Gumiljov. Under begravningen i Komarovo tillät han ingen fotografering, och slog till och med sönder två kameror, men enligt en annan version var det KGB som konfiskerade och förstörde filmrullarna.
Efter begravningen var det ena av två exemplar av Achmatovas testamente försvunnet, det som förvarades hos notarius publicus (men återfanns senare i deras arkiv av Anna Kaminskaja). Det andra exemplaret, som förvarades hemma hos Achmatova, hade hon rivit sönder samma dag Gumiljov återvände från lägret, enligt Nadezjda Mandelsjtams vittnesmål i ett brev till Gumiljov 14 mars 1966. Detta resulterade i följande: Gumiljov ärvde moderns pengar (som till största delen gick åt till begravningen och minnesmärket), medan Punina och Kaminskaja sålde Anna Achmatovas arkiv för en på den tiden betydande summa 7 818 rubel, uppdelat i två delar: Ryska statliga arkivet för litteratur och konst betalade 4 000 rubel, Ryska nationalbiblioteket betalade 3 818 rubel. Gumiljov hade tänkt överlämna alla Achmatovas papper till Pusjkinhuset (Institutet för rysk litteratur i Sankt Petersburg) för den symboliska summan 100 rubel. Pusjkinhuset väckte åtal mot Punina och Gumiljov ställde sig som tredje person på kärandes sida. Rättsprocessen varade i mer än tre år och slutade i totalt nederlag för Gumiljov. Achmatovas arkiv var förresten mer av en börda för honom, eftersom han sysslade med helt andra saker; men han hade ingen annan som kunde hjälpa honom i rättssaken.

## Teorierna om "passionarnost" och etnogenes (1967–1992)

### Universitetsarbetet
Efter sin disputation 1962 övergick Gumiljov till geografiska fakulteten vid Leningrads universitet och fick en forskartjänst med en blygsam lön på 160 rubel. Året därpå fick han en högre forskartjänst med 350 rubel i lön och extra tillägg när han föreläste, och hade därigenom för första gången sin försörjning tryggad. Han blev aldrig professor utan avslutade sin akademiska karriär som forskningsledare.
Gumiljovs föreläsningar i etnologi och demografi var mycket populära. Han var alltid väl förberedd, talade utan manus och så engagerande att studenterna glömde att anteckna.

### Teorin om etnogenes
När Gumiljov hade läst Vladimir Vernadskijs bok Chimitjeskoje strojenije biosfery Zemli i jejo okruzjenija (på ryska: Химическое строение биосферы Земли и её окружения Den kemiska strukturen av jordens biosfär och dess omgivningar) 1965 publicerade han året därpå sin första artikel om etnogenes. Mellan åren 1964 och 1967 publicerade Lev Gumiljov 14 artiklar i universitetets tidskrift Vestnik, och de utkom sedan i Landsjaft i etnos (på ryska: Ландшафт и этнос Landskap och folk), nio av dem handlade om etnogenes. Enligt Beljakov måste teorin om etnogenes besvara tre frågor: 
1. Vad är en folkgrupp och vilken plats har den i den historiska processen?
2. Vilka lagar styr en folkgrupps uppkomst och utveckling?
3. Hur samverkar folkgrupperna sinsemellan?

Gumiljov använde det grekiska ordet ethnos istället för det mer allmänt spridda latinska ordet nation, som var mer politiskt laddat. Termen etnos var både universell, neutral och synnerligen vetenskaplig. Men i sina samtal med Nikolaj Timofejev-Resovskij 1968 kunde Gumiljov fortfarande inte ge en exakt definition av etnos, utan upprepade den definition Sergej Michailovitj Sjirokogorov hade lanserat inom rysk vetenskap.

#### Passionarnost
Lev Gumiljov definierade passionarnost (på ryska: пассионарность)  som "en aktivitet, där en individ strävar efter att uppnå ett mål (ofta illusoriskt) och då anstränger sig till det yttersta och uppoffrar sig för det målet". Gumiljov beskrev passionarnost med många talande exempel, som Napoleon, Sulla, Jeanne d'Arc, Alexander den store, Hannibal och till och med Stalin. Det är omöjligt att förklara deras gärningar rationellt, det vill säga att de hade egoistiska motiv.. 
Gumiljov påstod inte att etnogenesprocessen endast beror på passionarnost, även andra faktorer påverkar: den etniska omgivningen, den geografiska miljön, den socio-ekonomiska utvecklingsnivån och den tekniska utrustningen med mera. Men störst roll spelar ett fenomen som Gumiljov kallar passionar ansträngning: kvantiteten passionarer i etnos, passionarer i förhållande till invånare och subpassionarer. Etnogenes startögonblick är den plötsliga förekomsten av ett antal passionarer och subpassionarer. Uppgångsfasen åtföljs av en snabb ökning av antalet passionarer; den akmatiska fasen kännetecknas av ett maximalt antal passionarer; nedgångsfasen är en plötslig minskning av antalet passionarer och undanträngning av deras subpassionarer; den passiva fasen är en långsam minskning av antalet passionarer; den obskyra fasen är ett nästan fullständigt utbyte av passionarer mot subpassionarer, vilka beroende på sin speciella karaktär antingen förgör entnos fullständigt, eller hinner inte förgöra dem innan utlänningar invaderar utifrån..
Lev Gumiljov utarbetade särskilda diagram – etnogenescykler – för 40 olika etnos. Han placerade ut dem på världskartan, och över Eurasien och Nordafrika bildade de nio vektorer, som han daterade till år 1700 före vår tidräkning – till 700-talet. Han ansåg att dessa bälten var omkring 300 km breda och kunde sträcka ut sig ännu mer på bredden och även längs meridianen, ibland upp till hälften av jordens omkrets. Han jämförde dem med geodetiska linjer.
Lev Gumiljov började ägna sig åt den mänskliga naturens biologiska sammansättning för att utröna orsakerna till passionarfaserna. Han upprättade kontakter och började redan i november 1965 samarbeta med minst tre biologer: Michail Jefimovitj Lobasjev, chef för genetikinstitutionen vid Leningrads universitet, Boris Sergejevitj Kuzin, ställföreträdande direktör för limnologibiologiska institutet, och Nikolaj Vladimirovitj Timofejev-Resovskij, som då ledde avdelningen för strålningsbiologi och experimentell genetik vid institutet för medicinsk radiologi i Obninsk..

#### Publicering av teorin
Första delen av Gumiljovs artikel Etnogenez i etnosfera (på ryska: Этногенез и этносфера)  publicerades i tidskriften Prirodas januarinummer, nummer två år 1970. Artikeln var försedd med etnolandskapskartor över de regioner där nya etnos hade uppstått, och 24 illustrationer utförda av Natalija Viktorovnaja Gumiljova, Lev Gumiljovs hustru. Artikeln fick respons redan samma år i nummer 8 av tidskriften. Artikelförfattaren var Gumiljovs närmaste chef, professor Boris Nikolajevitj Semevskij, som ansåg att det var hans plikt att ge Gumiljov sitt stöd.. Gumiljov fick i stort sett positiv respons från sina geografi-kollegor, men 1971 kom respons från humanist-kollegor. Bronislav Ivanovitj Kuznetsov testade Gumiljovs teori på Tibets historia, och kom fram till att regelbundenheten i det tibetanska rikets uppgång och tillbakagång under medeltiden överensstämde med ökningen och minskningen av nivån i den passionara ansträngningen.  Men recensionen av Michail Artamonov, Gumiljovs gamle vän och beskyddare, var däremot mycket sträng. Han placerade passionarnost i kategorin "hjältens och folkmassans teori", och han godtog inte heller Gumiljovs etnoskoncept. Artamonov ansåg att etnos var en amorf struktur, inte var förbunden med landskapet och inte hade tydliga grunddrag, och att dess betydelse i historien var minimal. .

### Lev Gumiljovs historiska arbeten 1960–1970
På 1960-talet började Gumiljov studera Kievrus, och även det som han tidigare hade betraktat som "tråkigt": källkritik och den fornöstslaviska filologin.. På Sovjetunionens geografiförenings  etnografiavdelningsmöte i oktober 1964 framlade Gumiljov sina idéer om en ny datering av Igorkvädet. Han daterade det till år 1240–1250 istället för i slutet av 1180-talet. Enligt Gumiljov uppmanade Igorkvädets författare furstarna att förenas med de mäktiga och krigiska mongolerna och inte med kumanerna, som då var försvagade och krossade. . Gumiljovs datering byggde på några gissningar, däribland tolkningar av ordet "trojan" och förekomsten av nestorianism i Kievrus. 1965-1966 publicerades Gumiljovs föreläsning i kompletterat skick med titeln Mongoly XIII v, i Slovo o polku Igorjeve (på ryska: Монголы XIII в. и Слово о полку Игореве Mongolerna under 1200-talet och Igorkvädet) och Nestorianstvo i Drevnjaja Rus (på ryska: Несторианство и Древняя Русь Nestorianismen och Kievrus). Specialisterna reagerade nästan inte på dessa publikationer. Filologen Dmitrij Sergejevitj Lichatjovs dotter vittnar om att hennes far inte bemötte artikeln eftersom han ansåg att den inte var värd en seriös diskussion. Men Georgij Vernadskij, som var positivt inställd till Gumiljov, vederlade ändå Gumiljovs argument, även om han fann dem tankeväckande.
Gumiljov tog med artikeln om Igorkvädet i sin nya bok Poiski vymysjlennogo tsarstva (på ryska: Поиски вымышленного царства Sökande efter ett påhittat rike), som förlaget Nauka (på ryska: Наука Vetenskap) gav ut i en upplaga på tiotusen exemplar och i ett utförande som nådde utanför den akademiska forskarvärlden.. Boken fick en välvillig recension av sinologen N. T. Munkujev i tidskriften Narody Azii i Afriki (på ryska: Народы Азии и Африки Asiens och Afrikas folk). Recensenten uppskattade bokens vetenskapliga betydelse och noterade att kompositionen och språket stod den skönlitterära prosan nära. Men Gumiljov fick hård kritik av akademiledamoten Boris Aleksandrovitj Rybakov för bokens kapitel 13 om Igorkvädet, vilket skadade Gumiljovs anseende i de akademiska kretsarna..
Gumiljovs bok Chunny v Kitaje (på ryska: Хунны в Китае Xiongnu i Kina), som utgavs 1974 av Sovjetunionens vetenskapsakademis institut för orientalistik, kallar Sergej Beljakov för Gumiljovs sämsta bok.. Den var en fortsättning på boken Chunnu: Sredinnaja Azija v drevnije vremena (på ryska: Хунну: Срединная Азия в древние времена Xiongnu: Centralasien i forntiden, 1960) och slutar där hans doktorsavhandling i historia börjar - Drevnije tjorki (på ryska: Древние тюрки. История Средней Азии на грани древности и Средневековья (VI–VIII вв) De forntida turkfolken. Centralasiens historia på gränsen mellan forntid och medeltid (500–700-talet). Gumiljov hade börjat samla material till boken redan under sin lägertid, och den var egentligen en del av Chunnu, men redaktören Kunin hade tvingat honom att korta ner manuskriptet under finjusteringen 1959–1960, så det fanns gott om material kvar för framtida bruk..
Chunny v Kitaje var Gumiljovs första bok om mellanetniska kontakter och etniska chimärer, och enligt Beljakov komponerad som en antik tragedi. Den handlar om kriget mellan Stäppen och Kina, som pågick under två århundraden. Gumiljov ansåg att nomadernas migration var nödvändig: Centralasien drabbades av torka under  200-talet och nomaderna började flytta till Kinas norra gränstrakter. Trots att de kinesiska myndigheterna gav dem ett svalt mottagande, fick Xiongnu av fina familjer kinesisk utbildning och tillträde till den rika östasiatiska kulturen, utan att de för den skull blev kineser, och inte heller betraktades som kineser. Det ledde till uppror och uppkomsten av en ny makt, och migranternas ättlingar blev ockupanter.. De viktigaste slutsatserna Gumiljov drog av historien på 200–400-talet var att om två eller flera sinsemellan fientliga etnos lever på samma territorium förvandlas staten och samhället till en chimär - utbildning är obeständig och farlig för de människorna genomgått den. Gumiljov lånade termen chimär från parasitologin, och ansåg att chimärer vanligtvis uppkommer vid superetnos gränstrakter. Chimär är inte den enda formen av mellanetniska kontakter. Assimilation är också möjlig, då en etnos slukar en annan, och sker i regel genom icke konfliktfyllda etniska kontakter, och är även möjlig i en etnisk chimär. En annan möjlighet är integration genom att några gamla etnos smälter samman i en ny. Gumiljov valde ut ytterligare två former av mellanetniska kontakter, där etnos inte sammansmälte, men inte heller var fientliga: "ksenija" (på ryska: ксения), det vill säga gäster, och symbios. Ksenija är en neutral form: folken lever sida vid sida, utan att förenas, men stör inte heller varandra, som exempelvis svenskar och finnar i nuvarande Finland. I symbiosen, den positiva formen av mellanetniska kontakter, uppkommer vänskapliga relationer, när etnos inte rivaliserar, utan kompletterar varandra. Gumiljov ansåg att symbios och ksenija var helt olikartade, trots att deras uppdelning i själva verket är ett vetenskapligt problem, som Gumiljov inte lyckades lösa. Gumiljov ansåg att konflikten mellan kineserna och nomaderna berodde på att deras stereotypa beteende och deras etniska traditioner var oförenliga..
År 1976 kom två recensioner av Chunny v Kitaje i tidskriften "Priroda". En av dem var skriven av sinologen Leonid Sergejevitj Vasiljev, som konstaterade att artikeln, trots sina brister, att Gumiljov inte kunde kinesiska och därmed inte kunde kontrollera källorna, hade fångat det som tilldragit sig tillräckligt övertygande och exakt..

### Gumiljovs andra doktorsavhandling
Gumiljovs andra doktorsavhandling, som han sedan bearbetade till traktaten Etnogenez i biosfera Zemli, genomfördes i början av 1970-talet, och blev en logisk fortsättning av Gumiljovs föregående period och för utformningen av hans etnogenes-teori. Han fick stöd både från institutionen och från geografiska fakulteten eftersom han inte gjorde anspråk på någon ledande befattning. Enligt Beljakov finns det många filosofie doktorer, men det är sällan någon har skrivit två doktorsavhandlingar. Och doktorer som har skrivit avhandlingar i både humanistiska (historia) och naturvetenskapliga (geografi) ämnen och inte i närbesläktade humanisktiska ämnen som historia och filologi är ännu mer sällsynt.  Gumiljov försvarade sin avhandling 23 maj 1974 i Smolnyjinstitutets stora hörsal. Hans opponenter var filosofie doktorerna (i biologi) Eduard Makarovitj Murzajev och Jurij Petrovitj Altuchov. Vid examinatorernas omröstning röstade endast en mot att avhandlingen skulle godkännas.
Men den högre granskningsnämnden VAK (på ryska: Вы́сшая аттестацио́нная коми́ссия (ВАК) vägrade godkänna hans examen, och Gumiljov reste till Moskva för att överklaga beslutet, men blev ändå inte godkänd. 
Enligt Beljakov grundade VAK sitt beslut på utlåtandet från Julian Glebovitj Sausjkin, chef för ekonomiinstitutionen vid Moskvas universitet. Han ansåg att Gumiljov var historiker och inte geograf.
Överprövningen av Gumiljovs avhandling pågick fortfarande 1976, då Gumiljov ytterligare en gång diskrediterade sig i akademikervärldens ögon. 

#### Fornburjätisk målarkonst
Lev Gumiljov hade redan 1949 stött på den tibetanska problematiken, då Kjuner gav honom i uppdrag att beskriva Agin Datsan-samlingen. Enligt Beljakov hade Gumiljov då gjort många misstag, utan att vara medveten om det själv. 1974 föreslog förlaget Iskusstvo (på ryska: Искусство Konst) att Gumiljov skulle skriva en bok om Aginskij Datsans konstsamling. Boken Fornburjätisk målarkonst innehåller 55 illustrationer, jämförande tabeller över historien i Europa, Främre Orienten, Centralasien med Tibet och Kina med Manchuriet, och inledningsartikeln Istorija, otkrytaja iskusstvom (på ryska: История, открытая искусством Upptäck historien genom konsten). I stället för en vanlig konsthistorisk inledning skrev Gumiljov en skönlitterär essä om Tibets historia, buddhism, bon, mithras och även om manikeismen, som inte hade någon direkt anknytning till ämnet. Gumiljov hade rådfrågat sinologen Boris Ivanovitj Pankratov under artikelskrivandet, men när boken publicerats år 1975 upptäckte Pankratov en mängd felaktigheter. Recensenterna noterade att presentationerna av illustrationerna låg på samma nivå som uppslagsböckerna på 1930-talet, och att värdet låg i inledningsartikeln, som kartlägger den ikonografiska traditionens utveckling från Indien till Bajkals stränder.

### Etnogenes och Jordens biosfär
Från 1974 började Gumiljovs teorier ifrågasättas i sovjetisk press, och han blev inte längre publicerad i de största tidskrifterna (med undantag för tidskriften Priroda (på ryska: Природа; Naturen). I tidskriften Voprosy istorii (på ryska: Вопросы истории Historiens frågor) kritiserade Kozlov Gumiljov för geografisk determinism (som icke-marxism), och i teorin om de naturliga och obetvingliga etniska konflikterna såg recensenten nästan ett rättfärdigande av fascismen. Som helhet förklarades Gumiljovs uppfattning inte överensstämma med den historiska materialismen.. 
1975 rekommenderade geografiska fakultetens vetenskapsråd att Gumiljovs avhandling skulle tryckas, men Leningrads universitetsförlag antog inte manuset. 1977 försökte Gumiljov få förlaget Nauka att publicera avhandlingen, men förlaget skickade manuset till en av Gumiljovs största kritiker, akademiledamoten Julian Vladimirovitj Bromlej, som vägrade sätta Etnografiinstitutionens stämpel på det. Utvägen blev att deponera manuset hos VINITI (på ryska: ВИНИТИ - Всероссийский институт научной и технической информации Allryska institutet för vetenskaplig och teknisk information) där det sedan publicerades i tre utgåvor mellan 1979 och 1980..
Gumiljovs artiklar och tidigare böcker ökade snabbt hans popularitet bland intelligentsian på 1970-talet, så VINITI fick kopiera manuset mer än 2 000 gånger och priset för Etnogenes och Jordens biosfär ökade till 30 rubel på svarta marknaden..
1981 recenserades Etnogenes och Jordens biosfär för första gången i tidskriften Priroda av filosofie kanditaten Jurij Mefodjevitj Borodaj. Recensionen fick ingen uppmärksamhet, men Borodajs artikel Etnitjeskije kontakty i okryzjajostjaja sreda (på ryska: Этнические контакты и окружающая среда Etniska kontakter och miljön) i september samma år framkallade en våg av fientliga artiklar mot Gumiljov. Borodajs artikel diskuterades i Sovjetunionens vetenskapsakademis presidium 12 november 1981, och då beslutades att klargöra den vetenskapliga beviskraften i Gumiljovs idéer. Det uppdraget fick Bonifatij Michajlovitj Kedrov.. Tidskriftens vice chefredaktör Gontjarov blev avskedad för sin "ideologiska blunder" och tre av medlemmarna i redaktionen blev tillrättavisade.
Mellan 1982 och 1987 slutade förlagen och tidskrifterna praktiskt taget att publicera Gumiljov, han förekom endast i en-två publikationer från konferenser och i vetenskapliga arbeten. 1985 utsattes Gumiljovs teorier för skarp kritik i Jurij Nikolajevitj Afansevs artikel Prosjloje i my (på ryska: Прошлое и мы Det förflutna och vi). Kritiken inskränkte sig till "metodologiskt felaktiga konstruktioner" som är "farliga genom sina allvarliga ideologiska och politiska fel"..

### Eurasianism
Lev Gumiljov kallade ofta sig själv för eurasianist i intervjuer på 1980-talet. Men enligt många nutida forskare skiljde sig Gumiljovs åsikter från eurasianisternas i flera principiella frågor. Enligt Beljakov var det:
1. Eurasianisterna inkluderade alla Sovjetunionens folk i den "eurasianistiska nationen" eller den "mångnationella identiten", men Gumiljov räknade med minst sju superetnos i Sovjetunionen.
2. Gumiljov berörde praktiskt taget inte eurasianisternas politiska åsikter och deras statsrättsliga teori. Han var föga intresserad av frågan om statsskick.
3. Gumiljov kritiserade ofta och gärna Väst (särskilt under de sista åren av sitt liv), men han kritiserade varken den liberala demokratin, marknadsekonomin eller rättsstaten. Hans ståndpunkt var att det enda som var dåligt med Västs omåttliga framgångar var att Ryssland helt enkelt inte var redo att välkomna dem. Han ansåg att den ryska superetnos var 500 år "yngre" än den romerska och germanska.
4. Gumiljov instämde inte i den eurasianistiska kritiken av katolicismen, utan ignorerade helt och hållet de teologiska frågorna, som eurasianisterna ägnade sig så mycket åt.[149]

Så Gumiljov kan betraktas som en eurasianist i ordets bokstavliga betydelse - som en anhängare till det rysk-turkisk-mongoliska broderskapet. Eurasianismen var inte en politisk ideologi för Gumiljov, utan ett tänkesätt. Han försökte bevisa att Rus var en fortsättning på Horden, och att många ryska folk var ättlingar till döpta tatarer. Det ägnade han de sista 15 åren av sitt liv åt. De åsikterna redogjorde han för i sina sista arbeten, i essäerna Echo Kulikovskoj bitvy (på ryska: Эхо Куликовской битвы Eko från slaget vid Kulikovo, Tjornaja legenda (på ryska: Чёрная легенда Den svarta legenden), i den populära boken Ot Rusi do Rosii (på ryska: От Руси до России Från Rus till Ryssland), monografin Drevnaja Rus i Velikaja step (på ryska: Древняя Русь и Великая степь; Forntidens Rus och den väldiga stäppen). 
I korthet beskriver de följande: Alexander Nevskij hjälpte Batu khan att hålla sig kvar vid makten, och i gengäld krävde och fick han hjälp mot tyskarna och germanofilerna. Det tatariska-mongoliska oket var i själva verket inget ok, utan ett förbund med Horden, det vill säga en rysk-tatarisk "symbios" (i synnerhet Sartak var Alexander Nevskijs blodsbroder). Mongolerna-tatarerna försvarade Rus mot det tyska och litauiska hotet, och slaget vid Kulikovo vanns av döpta tatarer som hade gått i tjänst hos moskvafursten. Storfursten Dmitrij Donskoj stred på slagfältet vid Kulikovo mot "Västs aggression och i förbund med Mamajs Gyllene horden.
1978 fick Gumiljov en beställning på en essä om khazarerna för den populärvetenskapliga antologin Prometej, som hade en upplaga på 100 000. Han skrev Zigzag istorii (på ryska: Зигзаг истории Historiens sicksacklinje) om hur judarna grep makten i Khazarkhaganatet och om hur furst Svjatoslav I anföll och förstörde khaganatets huvudstad Itil, den gamla huvudstaden Semender och fästningen Sarkel, vilket ledde till Khazarrikets sönderfall.

### Perestrojka
1986 började tidskrifterna Ogonjok och Literaturnaja Gazeta publicera fadern Nikolaj Gumiljovs verk inför hundraårsjubileet av hans födelse, och då var redaktionerna även i kontakt med hans son, Lev Gumiljov. I december samma år reste Gumiljov till Moskva för att fira Dmitrij Sergejevitj Lichatjovs 80-årsdag och i Författarnas hus läste han upp sin fars, Nikolaj Gumiljovs, dikter, vilket gjorde stort intryck på publiken. Samma år återinförde Leningrads universitet kursen "Etnologi".. 
I mars 1987 skickade Lev Gumiljov ett brev till Anatolij Ivanovitj Lukjanov i Kommunistpartiets centralkommitté och klagade på att de vetenskapliga tidskrifterna och förlagen inte längre publicerade hans böcker och artiklar. Det resulterade i att två böcker och 14 artiklar av Gumiljov utkom under andra halvan av 1987 och under 1988, vilket var mer än under de tio föregående åren. Under 1989 publicerades Etnogenez i biosfera Zemli (på ryska: Этногенез и биосфера Земли Etnogenes och jordens biosfär) och Drevnjaja Rus i Velikaja step (på ryska: Древняя Русь и Великая степь Kievrus och den stora stäppen)..
Gumiljovs popularitet nådde sin höjdpunkt 1990, då Leningrads television spelade in och visade 15 av hans lektioner, och de främsta litterära tidskrifterna ständigt publicerade intervjuer med honom..

### Sjukdom och död
Lev Gumiljov gick i pension sommaren 1987 när han var 75 år, men han stannade kvar som forskningsledare och rådgivare på den geografiska fakulteten, och fortsatte att publicera vetenskapliga arbeten. Men kort efter flytten till den första egna lägenheten på Kolomenskajagatan fick Gumiljov en stroke och blev delvis förlamad. Senare återhämtade han sig och fortsatte att skriva och ta emot besökare, men han blev aldrig helt återställd..
Hösten 1990 föreläste Lev Gumiljov för sista gången. Hösten 1991 började han besväras av smärtor i levern. Den 7 april 1992 blev han inlagd på sjukhus med diagnosen gallstensbesvär och kronisk gallblåseinflammation.. Han började ta farväl av gamla bekanta, som han inte hade umgåtts med de senaste årtiondena och skickade hälsningar till Emma Gersjtein och Otjiryn Namsrajzjav. Han skrevs ut från sjukhuset i början av maj, men blev snart sämre igen och lades åter in. När Gumiljovs gallblåsa opererades bort den 23 maj förlorade han så mycket blod att blodgivare efterlystes och genast infann sig, men donatorernas blod kunde inte rädda honom. De sista två veckorna av sitt liv låg Gumiljov i koma, till 15 juni, då den livsuppehållande apparaturen kopplades ifrån och han avled.
20 juni hölls minnesstunden över Lev Gumiljov i Geografiska sällskapets stora minnessal, och begravningsgudstjänsten i Kristi tempel vid Warzawastationen. Efter en rad byråkratiska förhalningar begravdes han på Nikolauskyrkogården vid Alexander Nevskij-klostret.

## Personlighet och privatliv

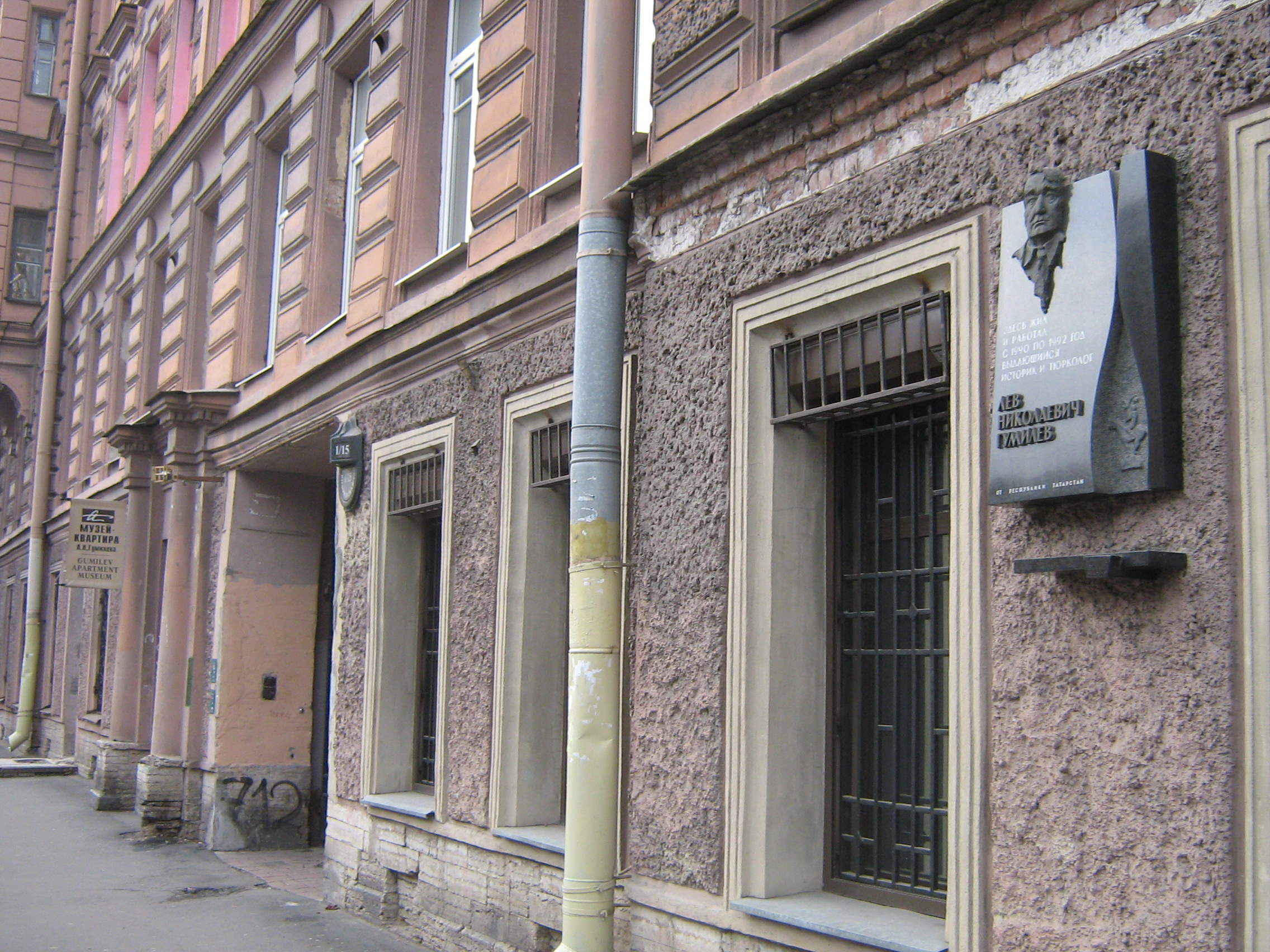
Minnestavlan vid entrén till Lev Gumiljovs lägenhetsmuseum på Kolomenskajagatan 1 i Sankt Petersburg.

Gumiljovs livsstil förändrades nästan inte förrän i mitten av 1960-talet. Området där han hade fått sitt rum i en kommunal lägenhet på Moskovskij prospekt 195, på sjätte våningen, låg då i stadens utkant, och resan till arbetet tog över än en timme i vardera riktning. Lev Gumiljov kom bra överens med grannarna, som hjälpte honom med hushållet och gärna lät honom vara barnvakt. Där träffade Gumiljov sina vänner, elever och de kvinnor han älskade. I mitten av 1950-talet hade Lev Gumiljov en nära relation med Tatjana Krjokovaja, som korrekturläste hans artiklar och böcker. Samtidigt inledde han en relation med den 19-åriga Natalia Kazakevitja, som arbetade mittemot honom i Eremitagets bibliotek, och Inna Sergejevna Nemilovaja, som var gift. Deras relation fortsatte nästan tills Gumiljov träffade sin blivande hustru i mitten av 1960-talet. Då Gumiljov och Inna skildes åt kom hennes make till Gumiljov och bad honom att inte lämna henne.
Lev Gumiljov mötte sin blivande hustru, konstnären Natalia Viktorovna Simonovskaja (född 9 februari 1920, död 4 september 2004), i Moskva, hemma hos sin studentkamrat Jurij Kazmitjev 15 juni 1966. Deras relation utvecklades långsamt, och nästa gång de sågs var våren 1967, och då friade Gumiljov till Natalia. Hon flyttade till honom i Leningrad på årsdagen av deras första träff, men de registrerade sitt äktenskap först 1968. De levde tillsammans i 24 år, ända till Lev Gumiljovs död.
Gumiljovs leverne förblev alltid anspråkslöst, trots att han tjänade bra med sovjetiska mått mätt. Han tyckte inte om att vila sig, men 1958 var han i kurorten Kislovodsk för att kurera magsåret han ådragit sig i lägret, och 1959 var han i en kurort vid Rigas kust. Han reste utomlands till vetenskapliga kongresser i Prag 1966 och i Budapest 1967. Hans sista utlandsresa gick till Kraków på inbjudan av Irzj Vronskij, som han kände sedan lägertiden i Karaganda.
Efter giftermålet bodde paret Gumiljov tio månader om året i Leningrad. På helgerna promenerade de i Leningrads omgivningar och gjorde dagsutflykter till Pavlovsk, Pusjkin och Tsarskoje Selo. Under juli och augusti bodde de i Natalias lägenhet i Moskva.
Lev Gumiljov höll hela sitt liv fast vid den ceremoniella delen av sin ortodoxa tro och högaktade de ortodoxa högtiderna, men gick sällan i kyrkan. Han hade slutat att läsa samtida skönlitterära författare redan under lägertiden, och enligt Beljakov befann sig hans litterära smak någonstans vid tiden före Tjechov. Han ogillade både Anton Tjechov och den sene Lev Tolstoj. Av de europeiska författarna tyckte han mest om de franska, varav de modernaste var Émile Zola och Anatole France. Mot slutet av sitt liv tyckte han om att läsa detektivromaner och science fiction, framförallt de som var skrivna av Ray Bradbury, Stanisław Lem, Arkadij och Boris Strugatskij och Sergej Snegov..
Lev Gumiljov var kedjerökare och drack gärna vodka, men utan att bli märkbart påverkad och inte för att dränka sina sorger..
Gumiljov var sedan ungdomen turkofil och från 1960-talet började han underteckna sin brev med "Arslan-bek", som är en översättning till turkiska av "lejon", som namnet "Lev" betyder på ryska (på ryska: Лев)..

## Arv, eftermäle, minnesmärken

### Arv
Efter Lev Gumiljovs död flyttade hans änka Natalia Viktorovna tillbaka till Moskva, och skänkte deras lägenhet på Kolomenskajagatan i Sankt Petersburg till ett blivande museum. Av olika anledningar kom det till stånd först år 2002. 2004 blev museet en fial till Anna Achmatova-museet.
Lev Gumiljov skapade ingen vetenskaplig skola och hade inte heller tänkt göra det, trots att det på 1960-talet samlades en grupp som ansåg sig vara hans lärjungar, av vilka den främste var Gelian Michajlovitj Prochorov. I juli 1992 inrättades Lev Gumiljovs fond, som lät publicera Lev Gumiljovs samlade verk, och som fick namnet "den grå serien" efter färgen på bokomslagen. 1998 skapades internetportalen "Gumilevica", som enligt Beljakov är den intressantaste och mest informationsrika sajten om Lev Gumiljov. Gumiljovs böcker, även hans poetiska och skönlitterära texter ges fortfarande ut regelbundet.

### I den ryska historieskrivningen
Bland de talrika biografierna om Lev Gumiljov särskiljer sig geografen Sergej Borisovitj Lavrovs bok Lev Gumiljov: Sudba i idei, som kom ut år 2000. Författaren arbetade med Gumiljov i 30 år, och mycket av det han skriver kan betraktas som ursprungskällor.
År 2012 utkom historikern och litteraturkritikern Sergej Stanislavovitj Beljakovs bok Gumiljov syn Gumiljova, som året därpå fick Stora bokprisets andrapris.

### I västvärldens historieskrivning
Lev Gumiljovs teorier är inte så välkända i västvärlden. Därför har Gumiljovs verk inte blivit publicerade av universitetsförlag i väst enligt Kozlov. En förkortad engelsk utgåva av Etnogeneza i biosfery Zemli kom ut i Moskva ett år efter den ryska utgåvan, men väckte ingen uppmärksamhet.
Det första omdömet om Gumiljovs teorier av en vetenskapsman i västvärlden var ett kapitel i en bok av den amerikanska specialisten på rysk historia och sovjetisk vetenskap, professor Loren Graham. Men han hade inte använt sig av originaltexterna. 
1990 hade redaktören för den franska tidskriften Diogenes förklarat för Grigorij Solomonovitj Pomerants att teorierna om etnos var ointressanta för läsarna i västvärlden.
På 2000-talet visade de västerländska forskarna ett något större intresse för Gumiljovs teorier. Den franska historikern Marlène Laruelle granskade Gumiljovs euroasianistiska arv i monografin Russkoje jevraziijstvo: ideologija imperii (på ryska: Русское евразийство: идеология империи Rysk eurasianism: imperiets ideologi), Johns Hopkins University, 2008. Laruelle uttolkade det som länken mellan den eurasiska rörelsen bland emigranterna och den postsovjetiska eurasiska rörelsen. Laruelle påpekade att Eurasien inte hade något värde i sig själv för Gumiljov, utan endast var en inramning för hans etnogenesteori.

### Minnesmärken

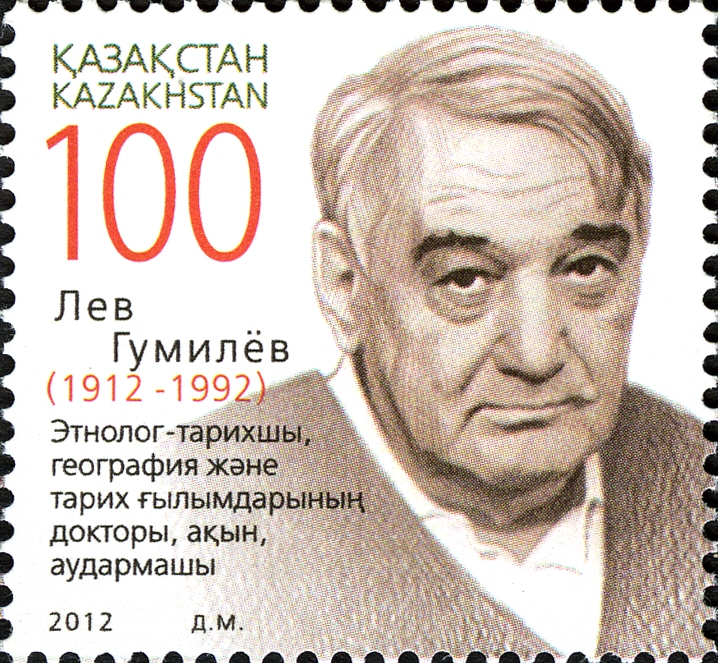
Frimärke i Kazakstan till 100-årsminnet av Lev Gumiljovs födelse 2012.

Kazakstans president Nursultan Nazarbajev bestämde år 1996 att huvudstaden Astanas universitet skulle uppkallas efter Gumiljov - Lev Gumiljovs eurasiska nationaluniversitet och 2002 öppnades ett Lev Gumiljov-museum där.
Skola nr 5 i Bezjetsk, Tver oblast är sedan 1997 uppkallad efter Lev Gumiljov, som varit elev i skolan.
En dittills namnlös bergstopp på 3520 meter i Altajrepubliken, nära ryska gränsen till Kina, Mongoliet och Kazakstan fick till Lev Gumiljovs 90-årsjubileum namnet Lev Gumiljovs 90-årstopp.
2 augusti 2003 avtäcktes ett minnesmärke över Nikolaj Gumiljov, Anna Achmatova och Lev Gumiljov på Storgatan i Bezjetsk.
I augusti 2005 då Kazan firade sitt tusenårsjubileum avtäcktes en bronsbyst av Lev Gumiljov på Petersburgsgatan. På sockeln finns inskriften: "Jag är en ryss som hela mitt liv har försvarat tatarerna mot förtal."
I det arkeologiska och etnografiska museet i Ufa finns också en byst av etnologiforskaren Lev Gumiljov.

### Vetenskapliga arbeten
- Polititjeskaja istorija pervogo tjorksogo kaganata (546-659): Tezisy na soiskanije utjenoj stepeni kandidata istoritjeskij nauk. - L.: Leningrad. gos. un-t., 1948. - 2 s. (på ryska: Политическая история первого тюркского каганата (546—659 гг.): Тезисы на соискание ученой степени кандидата исторических наук. — Л.: Ленингр. гос. ун-т., 1948. — 2 с.)
- Chunnu: Sredinnaja Azija v drevnije vremena / AN SSSR. In-vost. lit-ry. - M., 1960. - 292 s. - 2500 ekz. (på ryska: Хунну: Срединная Азия в древние времена / АН СССР. Ин-вост. лит-ры. — М., 1960. — 292 с. — 2500 экз.)
- Drevnije tjorki 500-700-talet: Avtoref. diss. na soisk. utj. stepeni doktora ist. naur / Leningradskij gos. un-t. - L., 1961. - 28 s. (på ryska: Древние тюрки VI—VIII вв.: Автореф. дисс. на соиск. уч. степени доктора ист. наук / Ленинградский гос. ун-т. — Л., 1961. — 28 с.)
- Drevnije tjorki: Istorija Sredinnoj Azii na grani drevnosti i Srednevekovja: (500-700-talet): Diss. na soisk. utj. stepeni doktora ist. nauk. - L., 1935-1961. - 753 l. - Rukopis. (på ryska: Древние тюрки: История Срединной Азии на грани древности и Средневековья: (VI—VIII вв.): Дисс. на соиск. уч. степени доктора ист. наук. — Л., 1935—1961. — 753 л. — Рукопись.)
- Chunno-kitajskaja vojna III-II vv. do n. e. // Drevnij mir: Sbornik statej: Akademiku Vasilijo Vasiljevitju Struve. - M., 1962. S. 410-417. (på ryska: Хунно-китайская война III—II вв. до н. э. // Древний мир: Сборник статей: Академику Василию Васильевичу Струве. — М., 1962. — С. 410—417.)
- Chazarskaja Atlantida // Azija i Afrika segodnja. - 1962. - № 2. - S. 52-53. - Soavtor: A. Aleksin. (på ryska: Хазарская Атлантида // Азия и Африка сегодня. — 1962. — № 2. — С. 52—53. — Соавтор: А. Алексин.)
- Gunny // Sovjetskaja istoritjeskaja entsiklopedija. - T. 4. - M., 1963. - Stlb. 889-891. (på ryska: Гунны // Советская историческая энциклопедия. — Т. 4. — М., 1963. — Стлб. 889—891.)
- Otkrytije Chazarii: (Istoriko-geografitjeskij etjod) / AN SSSR. In-t istorii narodov Azii. - M.: Nauka. 1966. - 191 s. s ill. i kart. 15 000 ex. (på ryska: Открытие Хазарии: (Историко-географический этюд) / АН СССР. Ин-т истории народов Азии. — М.: Наука. 1966. — 191 с. с илл. и карт. 15000 экз.)
- Drevnije tjorki / AN SSSR. In-t narodov Azii. - M.: Nauka, 1967. - 504 s., s kart. - 4 800 ex. (på ryska: Древние тюрки / АН СССР. Ин-т народов Азии. — М.: Наука, 1967. — 504 с., с карт. — 4800 экз.)
- Drevne-mongolskaja religija // Doklady otdelenij i komissij / Geogr. o-vo SSSR. - L.. 1968. -Vyp. 5: Etnografija. - S. 31-38. (på ryska: Древне-монгольская религия // Доклады отделений и комиссий /Геогр. о-во СССР. — Л.. 1968. — Вып. 5: Этнография. — С. 31—38.)
- Trojetsarctvije v Kitaje // Doklady otdelenij i komissij / Geogr. o-vo SSSR. - L., 1968. -Vyp. 5: Etnografija. - S. 108-127. (på ryska: Троецарствие в Китае // Доклады отделений и комиссий / Геогр. о-во СССР. — Л., 1968. — Вып. 5: Этнография. — С. 108—127.)
- Klimat i istorija // Znanije - sila. - 1968. - № 4. - S. 28-29. (på ryska: Климат и история // Знание — сила. — 1968. — № 4. — С. 28—29.)
- Poiski vymysjlennogo tsarstva: (Legenda o "Gosudarstve 'presvitera Ioanna'"). - M.: Nauka. 1970. - 431 s. - 9 500 ex. (på ryska: Поиски вымышленного царства: (Легенда о «Государстве 'пресвитера Иоанна'»). — М.: Наука. 1970. — 431 с. — 9500 экз.)
- Etnogenez i etnosfera // Priroda. - 1970. - № 1. - S. 46-55 - № 2. - S. 13-50. (på ryska: Этногенез и этносфера // Природа. — 1970. — № 1. — С. 46—55 — № 2. — С. 13—50.
- Mozjet li proizvedenije izjastjnoj slovesnosti byt istoritjeskim istotjnikom? // Russkaja literatura. - 1972. - № 1. - S. 73-82. (på ryska: Может ли произведение изящной словесности быть историческим источником? // Русская литература. — 1972. — № 1. — С. 73—82.)
- Etnogenez i biosfera Zemli: Avtoref. diss. na soisk. utj. stepeni doktora geogr. nauk. - L., 1973 - 33 s. - LGU. (på ryska: Этногенез и биосфера Земли: Автореф. дисс. на соиск. уч. степени доктора геогр. наук. — Л., 1973 — 33 с. — ЛГУ.)
- Etnogenez i biosfera Zemli: Diss. na soisk. utj. stepeni doktora geogr. nauk. - L., 1965-1973. - 288 l. Rukopis. (på ryska: Этногенез и биосфера Земли: Дисс. на соиск. уч. степени доктора геогр. наук. — Л., 1965—1973. — 288 л. — Рукопись.)
- Chunny v Kitaje: Tri veka vojny Kitaja so stepnymi narodami. - M.: Nauka. 1974. - 236 s. 24 s. s graf. i kart. - 5 300 ex. (på ryska: Хунны в Китае: Три века войны Китая со степными народами. — М.: Наука. 1974. — 236 с. 24 с. с граф. и карт. — 5300 экз.)
- Chunnu // Sovjetskaja istoritjeskaja entsiklopedija. - T. 15. - M., 1976. - Stlb. 687. (på ryska: Хунну // Советская историческая энциклопедия. — Т. 15. — М., 1976. — Стлб. 687.)
- Staroburjatskaja zjivopis: Istoritjeskije sjozjeny v ikonografii Aginskogo datsana. - M.: Iskusstvo. 1975. 57 s., 55 l. il. - 10 000 ex. (på ryska: Старобурятская живопись: Исторические сюжеты в иконографии Агинского дацана. — М.: Искусство. 1975. — 57 с., 55 л. ил. — 10 000 экз.)
- Sjato // Sov. istoritj. entsiklopedija. - T, 16. - M., 1976. - Stlb. 134. (på ryska: Шато // Сов. историч. энциклопедия. — Т. 16. — М., 1976. — Стлб. 134.)
- Biosfera i impulsy soznanija // Priroda. - 1978. - № 12. - S. 97. (på ryska: Биосфера и импульсы сознания // Природа. — 1978. — № 12. — С. 97.)
- Etnogenez i biosfera Zemli. - M.-L., 1979. - Deponirovano VINITI. - N 1001-79. - Vyp. 1 Zveno mezjdu prirodoj i obstjestvom. - 10 avt. l. (på ryska: Этногенез и биосфера Земли. — М.-Л., 1979. — Депонировано ВИНИТИ. — N 1001—79. — Вып. 1. Звено между природой и обществом. — 10 авт. л.)
- Etnogenez i biosfera Zemli. - M.-L., 1980. - Deponirovano VINITI. - N 3734-79. - Vyp. 2. Passionarnost. - 10 avt. l. (på ryska: Этногенез и биосфера Земли. — М.-Л., 1980. — Депонировано ВИНИТИ. — N 3734—79. — Вып. 2. Пассионарность. — 10 авт. л.)
- Etnogenez i biosfera Zemli. - M.-L., 1980. - Deponirovano VINITI. - N 3735-79. - Vyp. 3. Vozrasty etnosa. - 10 avt. l. (på ryska: Этногенез и биосфера Земли. — М.-Л., 1980. — Депонировано ВИНИТИ. — N 3735—79. — Вып. 3: Возрасты этноса. — 10 авт. л.)
- Etnogenez i biosfera Zemli. / Pod red. kand. geogr. nauk K. P. Ivanova. - M.-L., 1987 - Deponirovano VINITI. N 7904-B87. Vyp. 4. Tysjtjeletije vokrug Kaspija. - Tj. 1. - 219. s.m.p. (på ryska: Этногенез и биосфера Земли. / Под ред. канд. геогр. наук К. П. Иванова. — М.-Л., 1987 — Депонировано ВИНИТИ. N 7904 — В87. — Вып. 4. Тысячелетие вокруг Каспия. — Ч. 1. — 219. с.м.п.)
- Etnogenez i biosfera Zemli. / Pod red. kand. geogr. nauk K. P. Ivanova. - M.-L., 1987 - Deponirovano VINITI. N 7905-B87. Vyp. 4. Tysjtjeletije vokrug Kaspija. - Tj. 2. - 189. s.m.p. (på ryska: Этногенез и биосфера Земли / Под ред. канд. геогр. наук К. П. Иванова. — М.-Л., 1987. — Депонировано ВИНИТИ — N 7905 — В87. — Вып. 4. Тысячелетие вокруг Каспия. — Ч. 2. — 189. с.м.п.)
- Biografija nautjnoj teorii, ili Avtonekrolog // Znamja, 1988. № 4. - S. 202-216. (på ryska: Биография научной теории, или Автонекролог // Знамя, 1988. № 4. — С. 202—216.)
- Etnos: mify i realnost [Fragment monografii "Etnogenez i biosfera Zemli"] // Druzjba narodov. 1988. - № 10. - S. 217-231. (på ryska: Этнос: мифы и реальность [Фрагмент монографии «Этногенез и биосфера Земли»] // Дружба народов. — 1988. — № 10. — С. 218—231.)
- Pismo v redaktsijo "Voprosy filosofii" // Voprosy filosofi, 1989. - № 5. - S. 157-160. (på ryska: Письмо в редакцию «Вопросы философии» // Вопросы философии, 1989. — № 5. — С. 157—160.)
- Etnogenez i biosfera Zemli / Pod red. doktora geogr. nauk. professora V. S. Zjekulina. - 2 izd. ispr. i dop. - L.: Izd-vo LGU, 1989. - 496 s. (på ryska: Этногенез и биосфера Земли / Под ред. доктора геогр. наук. профессора В. С. Жекулина. — 2 изд. испр. и доп. — Л.: Изд-во ЛГУ, 1989. — 496 с.)
- Tjornaja legenda: istoriko-psichologitjeskij etjod / Podg. teksta i vstup. statja A. Farzalijeva // Chazar (Baku). - 1989. - № 1. - S. 5-43. - Soavtor A. I. Kurktji. (på ryska: Чёрная легенда: историко-психологический этюд / Подг. текста и вступ. статья А. Фарзалиева // Хазар (Баку). — 1989. — № 1. — С. 5—43. — Соавтор А. И. Куркчи)
- Otritsatelnyje znatjenija v etnogeneze: Potjemu neobchodima novaja nauka - etnologija // Nauka i technika (Riga). - 1989 - № 8 - S. 16-19. - S. 24-26. (på ryska: Отрицательные значения в этногенезе: Почему необходима новая наука — этнология // Наука и техника (Рига). — 1989 — № 8 — С. 16—19. — С. 24—26.)
- Mify i realnost etnosfery // Druzjba narodov. - 1989. - № 11. - S. 195-199. (på ryska: Мифы и реальность этносферы // Дружба народов. — 1989. — № 11. — С. 195—199.)
- Drevnjaja Rus i Velikaja step. - M.: Mysl, 1989. - 766 s. (på ryska: Древняя Русь и Великая степь. — М.: Мысль, 1989. — 766 с.)
- Geografija etnosa v istoritjeskij period. - L.: Nauka, 1990. - 253 s. (på ryska: География этноса в исторический период. — Л.: Наука, 1990. — 253 с.)
- Etnosy i antietnosy: Glavy iz knigi // Zvezda. - 1990. - № 1. - S. 134-142. - № 2. - S. 119-128. - № 3. - S. 154-168. (på ryska: Этносы и антиэтносы: Главы из книги // Звезда. — 1990. — № 1. — С. 134—142. — № 2. — С. 119—128. — № 3. — С. 154—168.)
- Nikakoj mistiki. [Intervjo o knige " Etnogenez i biosfera Zemli"] // Jonost. - 1990. - № 2. - S. 2-6. (på ryska: Никакой мистики. [Интервью о книге «Этногенез и биосфера Земли»] // Юность. — 1990. — № 2. — С. 2—6.)
- "Slavjanskije l rutji soljotsja v russkom more?.." Peterburgskije vstretji. [Beseda L. N. Gumiljova, A. M. Pantjenko, K. P. Ivanova] // Literaturnaja utjoba. - 1990. - № 6. - S. 69-79. (på ryska: «Славянские ль ручьи сольются в русском море?..» Петербургские встречи. [Беседа Л. Н. Гумилёва, А. М. Панченко, К. П. Иванова] // Литературная учёба. — 1990. — № 6. — С. 69—79.)
- Zametki poslednego jevrazijtsa. [Predislovije k knige N. S. Trubetskogo "Jazyk. Istorija. Kultura"] // Nasje nasledije. - 1991. - № 3. - S. 19-26. (på ryska: Заметки последнего евразийца. [Предисловие к книге Н. С. Трубецкого «Язык. История. Культура»] // Наше наследие. — 1991. — № 3. — С. 19—26.)
- Ot Rusi k Rossii. - M., 1992. (på ryska: От Руси к России. — М., 1992.)
- Konets i vnov natjalo. - M., 1992. (på ryska: Конец и вновь начало. — М., 1992.)
- Etnitjeskije protsessy: dva podchoda k uzutjenijo // Sotsiologitjeskije issledovanija, 1992, № 1, S. 50-57. - Soavtor: K. P. Ivanov. (på ryska: Этнические процессы: два подхода к изучению // Социологические исследования, 1992, № 1, С. 50—57. — Соавтор: К. П. Иванов.)
- Iz istorii Jevrazii. - M., 1993. (på ryska: Из истории Евразии. — М., 1993.)
- Tysjatjeletije vokrug Kaspija. - M., 1993. (på ryska: Тысячелетие вокруг Каспия. — М., 1993.)
- Zigzag istorii / Etnosfera: Istorija ljodej i istorija prirody. - M.: Ekopros, 1993. (på ryska: Зигзаг истории / Этносфера: История людей и история природы. — М.: Экопрос, 1993.)

### Redaktörskap och översättningar
- Tibetskije narodnyje pesni / Per. s kitajskogo A. Klesjtjenko. Predislovije; red. perevodov i primetjanija L. N. Gumiljova. - M.: Goslitizdat, 1958. - 126 s. (på ryska: Тибетские народные песни / Пер. с китайского А. Клещенко. Предисловие; ред. переводов и примечания Л. Н. Гумилёва. — М.: Гослитиздат, 1958. — 126 с.)
- "Bitjurin N. J. (Iakinf)". Sobranije svedenij po istoritjeskoj geografii Vostotjnoj i Credinnoj Azii / Sost.: L. N. Gumiljov, M. F. Chvan.; red. L. N. Gumiljova. - Tjeboksary: Tjuvasjgosizdat, 1960. - 758 s. (på ryska: Бичурин Н. Я. (Иакинф). Собрание сведений по исторической географии Восточной и Срединной Азии / Сост.: Л. Н. Гумилёв, М. Ф. Хван.; ред. Л. Н. Гумилёва. — Чебоксары: Чувашгосиздат, 1960. — 758 с.)
- "M. I. Artamonov". Istorija chazar. - L.: Izd.-vo gos. Erimitazja, 1962. - 553 s. - Primetjanija, redaktirovanije L. N. Gumiljova. (på ryska: М. И. Артамонов. История хазар. — Л.: Изд.-во гос. Эрмитажа, 1962. — 553 с. — Примечания, редактирование Л. Н. Гумилёва.)
- "Maidar D., Pjorvejev D". Ot kotjevoj do mobilnoj architektury. - M.: Strojizdat, 1980. - 215 s. - Soredaktor. (på ryska: Майдар Д., Пюрвеев Д. От кочевой до мобильной архитектуры. — М.: Стройиздат, 1980. — 215 с. — Соредактор.)
- "Dar slov men byl obestjan ot prirody": Polnoje sobranije tvortjeskogo chudozjestvennogo nasledija / Podg. teksta, komment. M. G. Kozyrevoj, V. N. Voronovitja. - SPB.: OOO "Izdatelstvo Rostok", 2004. (på ryska: «Дар слов мне был обещан от природы»: Полное собрание творческого художественного наследия / Подг. текста, коммент. М. Г. Козыревой, В. Н. Вороновича. — СПб.: ООО «Издательство Росток», 2004.)